# Manuel José García
Manuel José García Ferreyra  (Buenos Aires, Virreinato del Río de la Plata, 1784 – Buenos Aires, Argentina, 1848) fue un político, jurista, economista y diplomático argentino. Primer ministro de Hacienda de la República Argentina. 
En su larga carrera política se desempeñó como Secretario de Hacienda de las Provincias Unidas del Río de la Plata durante el Segundo Triunvirato (1812-1814) y como ministro de Gobierno y Hacienda de la provincia de Buenos Aires en los gobiernos de Martín Rodríguez (1820-1824) y Juan Gregorio de Las Heras (1824-1826). Luego de su misión de paz al Brasil en 1827, volvió a desempeñarse como ministro de Hacienda en el primer gobierno de Juan Manuel de Rosas (1829-1832) y ministro de Hacienda y Gobierno de Juan José Viamonte en su dos gobernaciones de la provincia de Buenos Aires (1829 y 1833-1834).
Fue una de las más influyentes personalidades de la "Generación de Chuquisaca". No identificado con ninguno de los partidos dominantes, le preocupaba ante todo la organización institucional del país. Por ello participó activamente en la preparación de la Asamblea del Año XIII y del Congreso General de 1824, con el fin de redactar una constitución nacional.
Como economista, ejerció como primer ministro de Hacienda de la República Argentina y fundó el hoy denominado Banco de la Provincia de Buenos Aires. Pese a que ejercía como ministro de hacienda, tuvo una actuación aparentemente secundaria en el proceso que llevó a la provincia de Buenos Aires a contraer el primer empréstito externo, contratado con la Banca Baring Brothers & Co. Introdujo innovaciones administrativas que tuvieron vigencia hasta pasada la primera mitad del siglo XIX, y llevó adelante una política de claro corte liberal, inspirada en las enseñanzas de Adam Smith y Jean Baptiste Say.
En la esfera diplomática le tocó intervenir en tres períodos cruciales de la Historia Argentina: fue embajador plenipotenciario del Directorio de las Provincias Unidas del Río de la Plata ante la corte portuguesa de Río de Janeiro (1815-1820), período durante el cual se encargó de velar por la neutralidad de la Corona de Portugal en la Guerra de la Independencia Argentina, aunque habría admitido la Invasión Portuguesa de la Provincia Oriental ante la imposibilidad del Directorio de imponerse al caudillo Oriental José Artigas; Ministro de Relaciones Exteriores de la provincia de Buenos Aires (1824-1826), etapa durante la cual firmó el «Tratado de "Amistad, Comercio y Navegación" celebrado entre las Provincias Unidas del Río de la Plata y Su Majestad Británica (1825)»., que implicó el primer reconocimiento a la independencia argentina por una potencia de Europa, además del beneficio fiscal obtenido por la recaudación de derechos aduaneros; y por último fue ministro plenipotenciario de la República de las Provincias Unidas del Río de la Plata ante el Imperio del Brasil, ocasión en que firmó la Convención Preliminar de Paz de 1827 que incluía la renuncia de las Provincias Unidas a la soberanía sobre la Provincia Oriental, que venía siendo ocupada por la fuerza durante diez años.

## Juventud

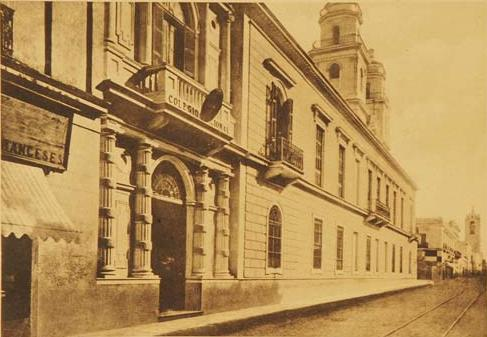
Vista del antiguo Real Colegio de San Carlos, ubicado en la llamada "Manzana de las Luces" y fundado en 1661.

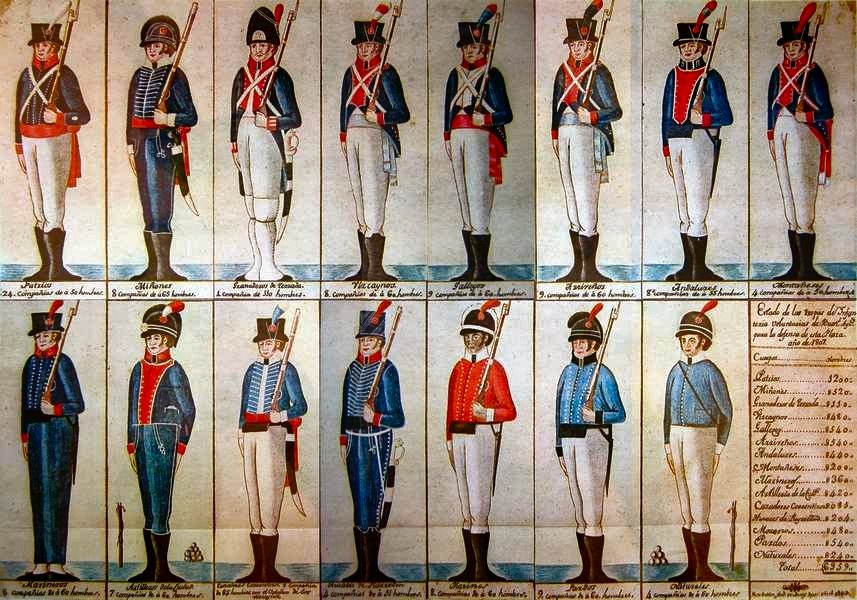
"Lámina de Doldan" representando los batallones que defendieron Buenos Aires en 1807. En la fila de arriba, comenzando por la derecha, se observa el cuadro correspondiente al Batallón de Voluntarios Cántabros Montañeses.

Hijo del Coronel Pedro Andrés García y de Clara Ferreyra Coelho de Silva, nació en Buenos Aires el 11 de octubre de 1784. Completó sus estudios preparatorios en el Real Colegio de San Carlos, ingresando luego en la Universidad Mayor Real y Pontificia San Francisco Xavier de Chuquisaca, donde se doctoró en derecho civil y canónico en 1804.
Participó en las invasiones inglesas, combatiendo a las órdenes de su padre, como Jefe de la 4.ª Compañía del Tercio de Cántabros Montañeses, en la batalla producida en la iglesia de Santo Domingo el 5 de julio de 1807 durante la segunda invasión, oportunidad en la que por su actuación mereció el ascenso al grado de teniente coronel, despacho firmado el 5 de enero de 1809 por el entonces virrey Santiago de Liniers.
En 1808 fue partidario del grupo dirigido por Manuel Belgrano y Juan José Castelli, que pretendía conseguir la independencia de España coronando como reina a doña Carlota Joaquina de Borbón. Fue nombrado Subdelegado Real de Porco y Chayanta, en el Alto Perú, en 1809.
Regresó a Buenos Aires en 1811, después de la Revolución de Mayo. Fue tesorero del Cabildo porteño, regidor segundo en 1812, y vocal de la Cámara de Apelaciones en 1812.

## Redactor de"La Gaceta de Buenos Aires"

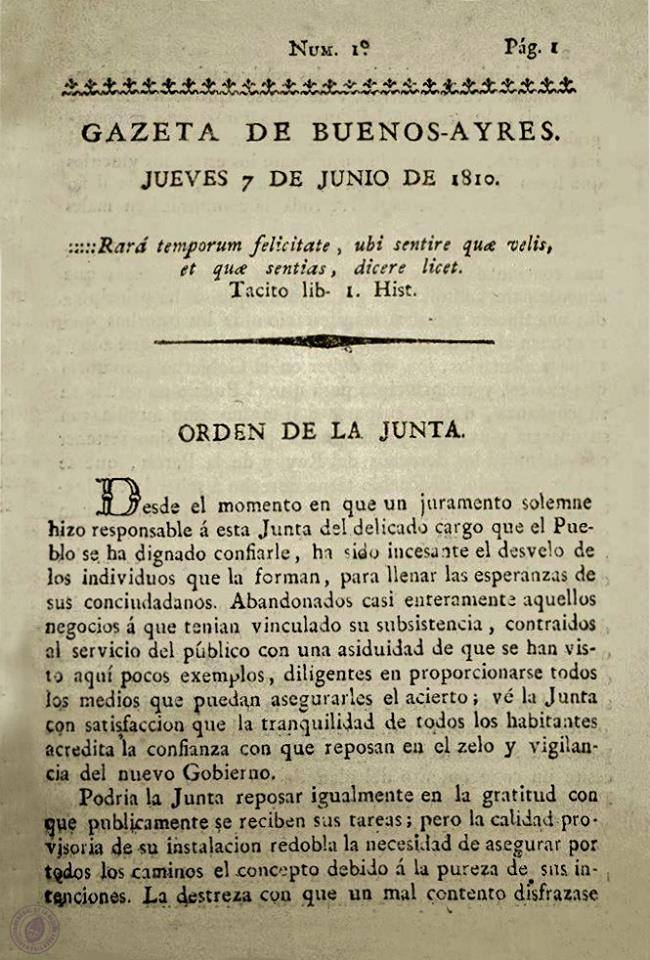
Primer ejemplar de la "Gazeta de Buenos Ayres", 7 de junio de 1810.

Dos años luego de su creación por orden de la Junta Gubernativa, en 1812 la "Gazeta de Buenos Ayres" cambió su nombre por el de "Gazeta Ministerial de Gobierno de Buenos Ayres".
El 7 de septiembre de 1812, el Segundo Triunvirato lo nombra redactor del mentado boletín, manifestando en su documento de nombramiento:

"Persuadido el gobierno del talento, aplicación y conocimientos de Ud. ha resuelto en acuerdo de esta fecha encargarle la edición de la Gazeta Ministerial de esta capital [...] La superioridad espera que admitiendo Ud. este encargo en servicio de la Patria llenará las esperanzas que ha fijado en su persona."

Como Director de "La Gaceta", publicó una serie de artículos inspirados en los sucesos europeos y las hostilidades en la plaza de Montevideo, y criticó la constante negativa de los funcionarios del antiguo régimen de reconocer el cambio político en "la América del Sud" y su inflexible postura con respecto a la reimplantación de las antiguas leyes.
Ante el rumor que se hablaba en ese entonces de sancionar una Constitución en España, se expidió con escepticismo al afirmar "...si esta constitución es justa y liberal, solamente la libre sanción de los pueblos puede legitimarla; la fuerza y la opresión jamás han producido derecho".
Inspirado en el rechazo de "las absurdas proposiciones" del Triunvirato por parte del General Gaspar de Vigodet, gobernador de la plaza de Montevideo y partidario de la monarquía absolutista, expresó 

"Ya todos saben que el único origen de toda autoridad pública es la voluntad de los pueblos, bien estén situados más allá en la antigua Europa, o en la moderna América. No se ignora que nadie representa a una Nación, sino los Diputados que cada pueblo de ella haya nombrado libremente y en un número proporacional a su población; y que esos mismos Diputados no tienen más poder que el que le hayan dado sus representantes".

Por último, escribió dos artículos titulados "Relaciones Interiores", en los cuales se refiere a la situación política de las Provincias Unidas y a la adopción generalizada de las nuevas ideas democráticas provenientes de Europa. En ellos afirma  

"Si las ideas han cambiado, ¿por qué entonces no ha cesado la guerra civil? La respuesta radica en que los hábitos y los vicios persisten en los pueblos y estos no logran desprenderse de ellos. De aquí surge una conclusión que muestra la enorme distancia que existe entre las ideas y los sentimientos, mientras esta separación persista, la guerra proseguirá destrozando el cuerpo político, dividiendo las familias y los pueblos, poniendo en peligro los heroicos esfuerzos realizados para alcanzar la libertad y la independencia."

Culminó el último de estos artículos reclamando de los "hombres de bien de todas las naciones el reconocimiento de los derechos de los pueblos americanos y de éstos la necesidad de cesar sus luchas internas para lograr vencer a sus enemigos y asegurar el goce de su libertad."

## Desempeño entre los años 1813-1815

Consejo de Estado de 1814. La figura resaltada a la derecha del Director Supremo Posadas es el propio García.

Se unió a la Logia Lautaro, heredera de la anterior Logia de Caballeros Racionales N.º 8. Al instalarse el Segundo Triunvirato, se le encargó organizar el temario que debía tratar la “Asamblea General Constituyente”, conocida como Asamblea del año XIII, de la cual fue secretario. El proyecto de constitución preparado por la comisión formada por el propio García, Nicolás Herrera, Hipólito Vieytes, José Valentín Gómez, Pedro Somellera y Gervasio Posadas –este último por la renuncia de Pedro José Agrelo– nunca pudo ser tratado, ya que por ese entonces "no era oportuno pensar en una constitución escrita," porque la preocupación principal recaía en el avance del ejército realista en el norte del país, el bloqueo que ejercía la escuadra realista en el Río Uruguay y el peligro de las fuerzas españolas estacionadas en Montevideo. Probablemente la medida política más importante de la Asamblea haya sido la unificación del poder ejecutivo con la creación del cargo de Director Supremo de las Provincias Unidas del Río de la Plata, en reemplazo del anterior órgano colegiado, en vistas de la necesidad de mayor celeridad en la toma de decisiones.
Tras un fugaz paso por la Cámara de Apelaciones, en abril de 1813 fue nombrado Secretario de Hacienda, cargo desde el cual llevó adelante una política librecambista. Propuso la no regulación de la actividad minera, para inducir a mineros europeos a interesarse en extraer minerales, especialmente oro y plata. El entonces Director Supremo Don Gervasio Posadas, lo nombró miembro del Consejo de Estado, del cual desempeñaría el cargo de secretario, a pesar de ser el más joven de sus miembros.

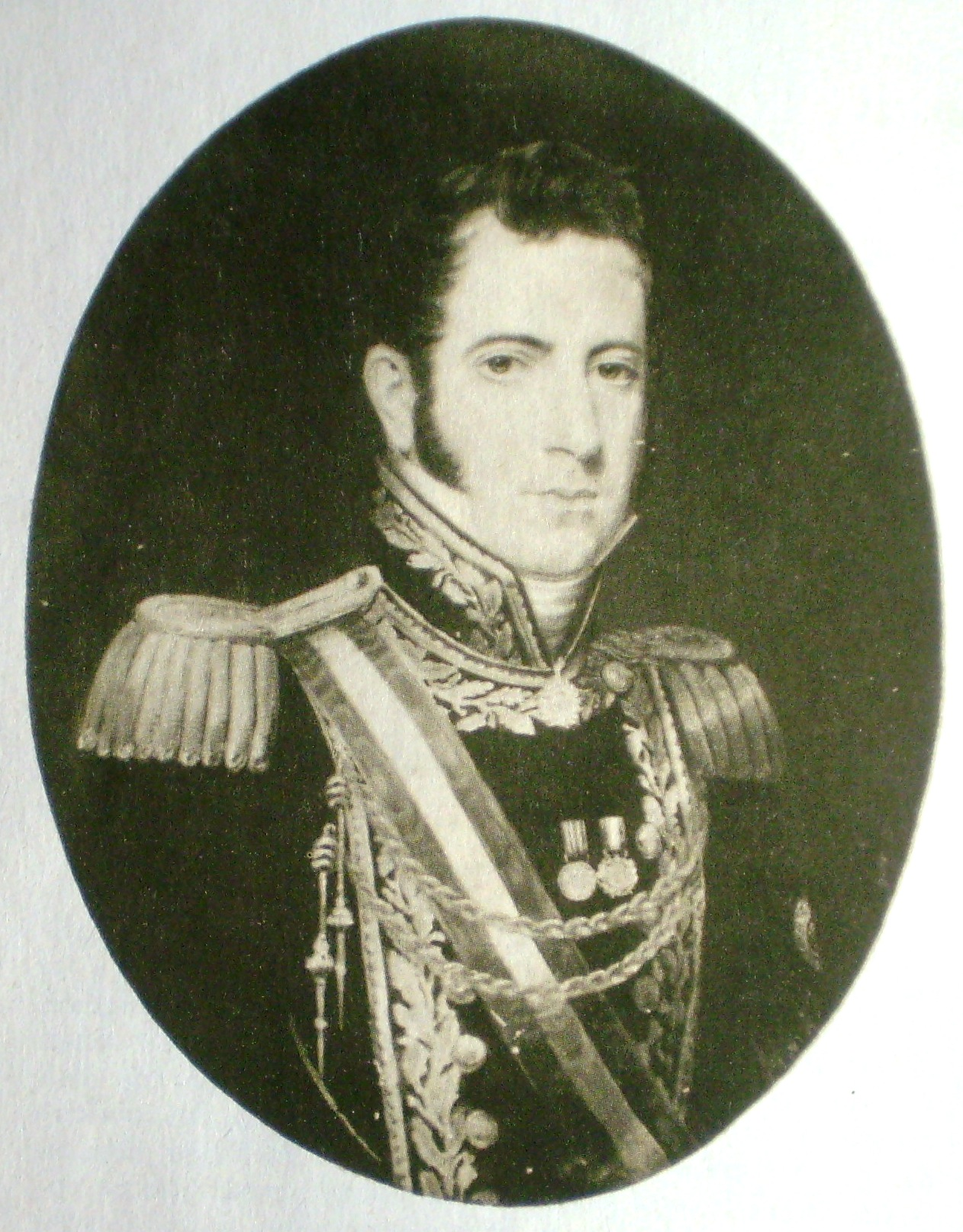
Retrato del General Carlos María de Alvear, Director Supremo de las Provincias Unidas del Río de la Plata en 1815.

Con la renuncia de Posadas en enero de 1815, su reemplazante Carlos María de Alvear le encomendó la redacción de un documento para presentar ante la Asamblea Legislativa que reflejase la situación general de las Provincias Unidas y las eventuales medidas a tomar. En dicho documento, García describía el desarrollo de la revolución desde 1810 y remarcaba el cambio en el escenario político europeo, generado por la caída del imperio francés, que sin duda alguna generaría el inicio de las demoradas represalias del gobierno español para con sus colonias rebeldes. A su vez, destacaba la precaria situación general debido a las derrotas del Ejército del Norte en las batallas de Vilcapugio y Ayohuma, el marcado empobrecimiento de las clases productoras por la pérdida del comercio con el Alto Perú, las importantes cargas contributivas que se les habían impuesto para financiar los ejércitos, y la devastación provocada por los "grupos armados" de Artigas en el Litoral. A esta grave situación general se le agregaba la constante amenaza española del Virreinato del Perú, plaza fuerte de la monarquía en sus colonias Sudamericanas. En vistas de la gravedad de la situación, proponía atraer a Inglaterra por el lado del interés comercial, para que actuase como "protectora natural de las libertades de América", sumar al resto de las provincias a apoyar la "causa de Buenos Aires" y abrir los puertos al comercio, lo que permitiría recaudar "sumas cuantiosas" en derechos aduaneros que financiarían la revolución "sin causar molestias ni a los comerciantes ni a la población en general".

## Misión ante Lord Strangford

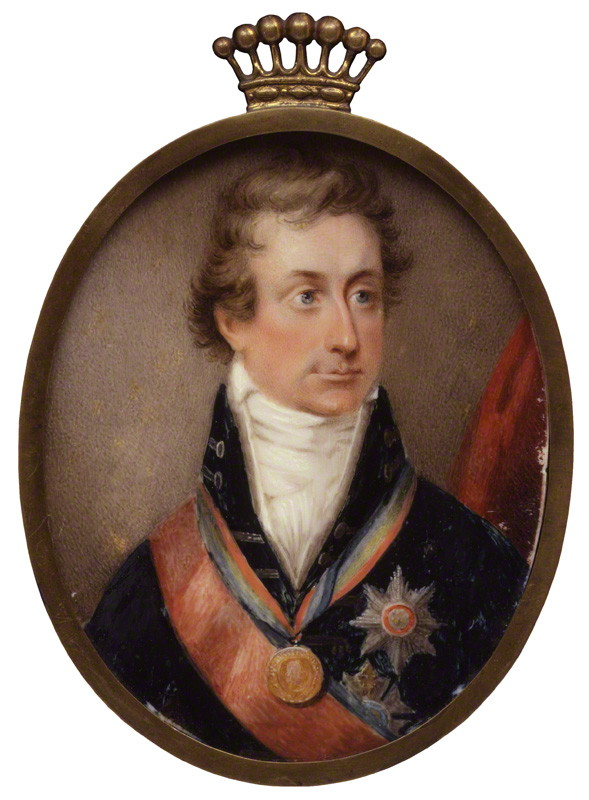
Retrato de Percy Clinton Sydney Smythe, Sexto Vizconde de Strangford (1780-1855).

Debido a la creciente posibilidad del envío de una fuerza represiva al Plata por parte de la Corona, el 28 de febrero de 1815 fue comisionado por el director Supremo Alvear a Río de Janeiro, para entregar dos pliegos redactados por Nicolás Herrera, entonces secretario del Consejo de Estado, y firmados por Alvear, dirigidos al embajador británico en la corte portuguesa Lord Strangford y otro al ministro de Relaciones Exteriores, Lord Castlereagh.
Numerosos ejemplos documentales muestran la desesperación del gobierno de Buenos Aires por encontrar respaldo externo, provocada principalmente por la inminencia de la salida hacia América de una expedición española de 10 000 hombres comandada por el general Pablo Morillo (aunque esta sería finalmente enviada a Venezuela y Colombia, regiones reconquistadas por España luego de una terrible represión). Encarnaba esta desesperación el director Supremo, general Carlos María de Alvear: rechazado por el Ejército del Norte, derrotadas sus tropas por los artiguistas en la Banda Oriental, y latente el peligro de la mencionada expedición española, Alvear firmó dos notas, aparentemente redactadas por Herrera, una para Lord Strangford y otra para el gobierno inglés, y envió a su comisionado Manuel José García a Río de Janeiro y a Londres, con el objeto de entregar las Provincias Unidas del Río de la Plata a Inglaterra.
La primera carta del director supremo Alvear a Strangford, decía textualmente:

D. Manuel García, consejero de estado, instruirá a V.E. de mis últimos designios con respecto a la pacificación y futura suerte de estas provincias. Cinco años de repetidas experiencias han hecho ver de un modo indudable a todos los hombres de juicio y opinión, que este país no está en edad ni en estado de governarse por sí mismo, y que necesita una mano exterior que lo dirija y contenga en la esfera del orden antes que se precipite en los horrores de la anarquía.  Pero también ha hecho conocer el tiempo la imposibilidad de que vuelva á la antigua dominación, porque el odio a los Españoles, que ha excitado su orgullo y opresión desde el tiempo de la conquista, ha subido de punto con los sucesos y desengaños de su fiereza durante la rebolución. Ha sido necesaria toda la prudencia política y ascendiente del Govno actual para apagar la irritación qe ha causado en la masa de estos habitantes el enbio de Diputados al Rey. La sola idea de composición con los Españoles los exalta hasta el fanatismo, y todos juran en público y en secreto morir antes qe sujetarse a la Metrópoli. En estas circunstancias solamente la generosa Nación Británica puede poner un remedio eficaz a tantos males, acogiendo en sus brazos á estas Provincias, que obedecerán su Govierno, y recibirán sus leyes con el mayor placer, porque conocen que es el único medio de evitar la destrucción del país, á qe están dispuestos ántes que volver á la antigua servidumbre, y esperan de la sabiduría de esa nación una existencia pacífica y dichosa.

El contenido de esta carta de Alvear a Strangford no fue finalmente dado a conocer por García. El emisario de Alvear decidió no tomar en cuenta la propuesta original del director supremo y prefirió negociar una posible mediación británica en el conflicto entre España y las Provincias Unidas.
En cambio, García presentó a Strangford un memorial fechado el 3 de marzo, para que el diplomático británico lo enviara a Lord Castlereagh. Aparentemente a pedido de Strangford, este memorial omitía el ofrecimiento de sumisión, y limitaba su pedido a una intercesión ante el gobierno español:

El objeto principal de mi misión (...) es hacerle saber que la disolución del Gobierno español y su situación peligrosa obligaron a las Colonias, en el año 1810, a asegurarse contra la nueva dinastía, si lograba mantenerse en el trono de España, (...), o aun a separarse de ella en caso de que las circunstancias hicieran indispensable un paso semejante.

Cuando la necesidad las obligó a tomar esta resolución, contaban principalmente con la ayuda de Gran Bretaña, que desde la administración de Mr. Pitt se había mostrado tan profundamente interesada en el comercio libre del Río de la Plata, por las costosas tentativas que hizo en 1806 y en 1807, y los preparativos en mayor escala para otra expedición en 1808. Los Gobiernos Provisionales de Buenos Ayres han abrigado esta creencia hasta el momento, en la esperanza de que Su Majestad Británica accedería a los pedidos de sus infortunados pueblos y les haría conocer cuál sería su suerte. Durante un largo período han soportado sus sufrimientos, conscientes de la dificultad creada por la alianza con España, y de las ventajas de contemporizar con sus gobiernos populares. Pero al fin ha llegado el momento en que es imposible permanecer por más tiempo en un estado de incertidumbre, sin exponer al país a los mayores infortunios. La guerra civil, desarrollada con su habitual violencia, ha agotado las fuentes de riqueza pública; lenta y gradualmente han cambiado las costumbres del pueblo en todas esas Provincias; apenas obedecen al Gobierno General, que con gran dificultad ha mantenido el orden y un sistema de administración moderadamente eficaz durante algún tiempo.

Quizá la paz hubiera sido restablecida si los Gobiernos hubiesen tratado inmediatamente con España, que ahora rechaza la mediación de Gran Bretaña respecto de sus Colonias; pero éstas prefirieron continuar sosteniendo sus principios y soportando todas las privaciones que la paciencia humana puede tolerar, a pesar del silencio del Gobierno británico acerca de las repetidas y muy sentidas solicitudes que se le dirigieron. Por otra parte, la conducta de España y su situación actual justifican que evitemos por todos los medios posibles la venganza insaciable de un Gobierno ciego y débil, incapaz de dar protección. Estas consideraciones conducirán al pueblo de las Colonias al último extremo y convertirán esos hermosos países en espantosos desiertos si Inglaterra los abandona a sus propios esfuerzos y se niega inexorablemente a escuchar sus humildes pedidos. Pero el mismo honor de su Gobierno la obliga a evitar el torrente de pasiones e impedir que estos pueblos caigan en la desesperación. Todo es mejor que la anarquía y aún el mismo gobierno español, después de ejercitar sus venganzas y de agravar al país con su yugo de hierro dejaría alguna esperanza de properidad que las pasiones desencadenadas de los pueblos en anarquía."

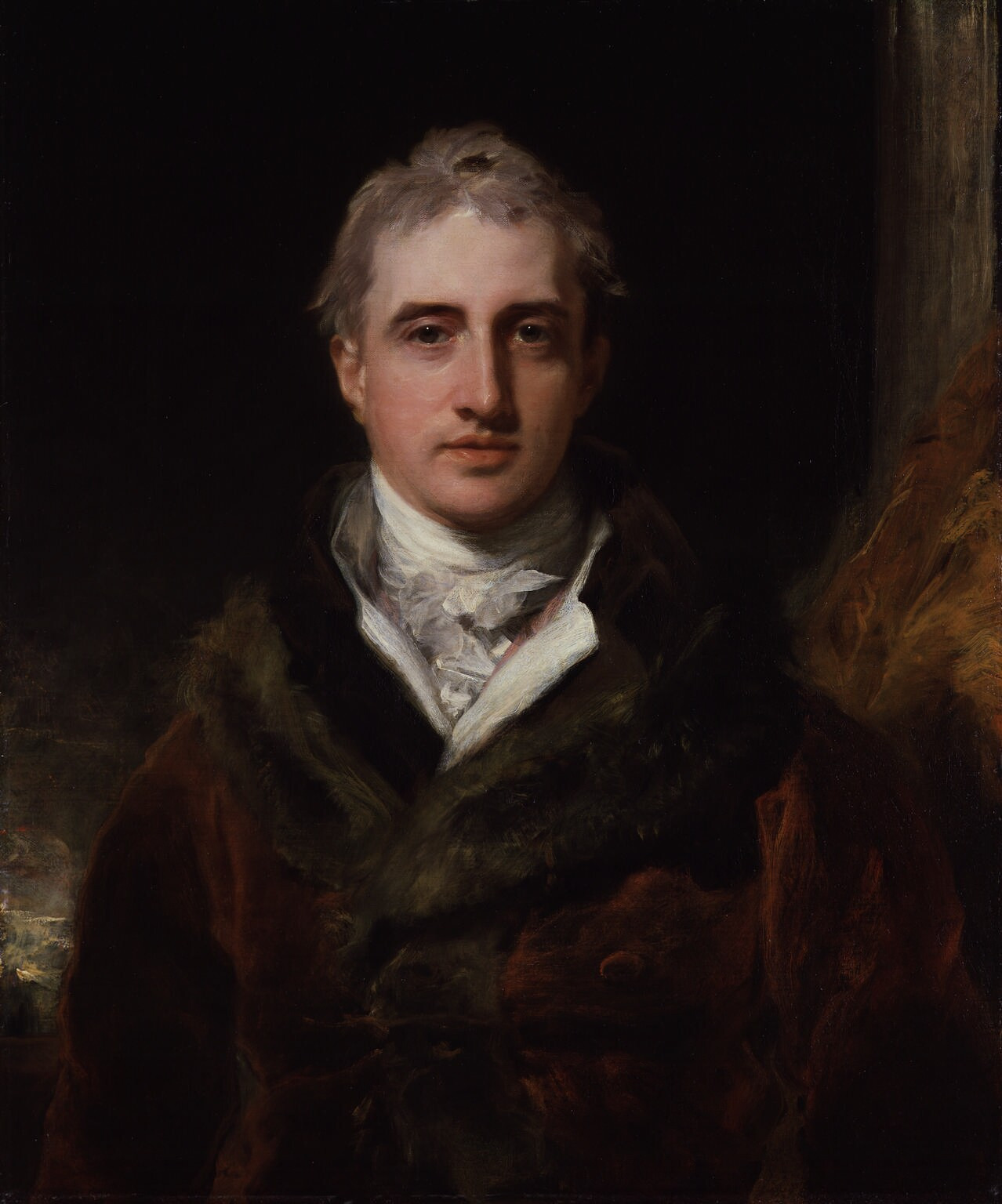
Retrato de Robert Stewart, segundo marqués de Londonderry y vizconde de Castlereagh (1769-1822).

En la carta que envió el 14 de marzo a Lord Castlereagh, ministro de relaciones exteriores, Strangford parece confirmar que el pedido de García estaba condicionado por el peligro representado por la expedición punitiva que se preparaba en España:

...si las armas de España tuvieran éxito, la exclusión de nuestro comercio en el Plata sería inmediata. (...) En caso contrario, triunfando el nuevo gobierno, temo de acuerdo con su última comunicación, que no se olvidarán de nuestra falta de voluntad para escuchar a sus repetidos pedidos de protección contra las venganzas de España en forma de mediación o en otra, y creará un sentimiento hacia nosotros muy diferente del que podríamos provocar dando siquiera una pequeña apariencia de tomar interés por su destino (...).

En agosto de 1814,  las coronas de Gran Bretaña y España habían firmado una addenda al tratado de 1809, por la cual

"Deseando como lo está S.M.B. de que cesen de todo punto todos los males y discordias que desgraciadamente reinan en los dominios de S.M.C. en América y en que los vasallos de aquellas provincias entren en la obediencia de su legítimo soberano: se obliga a S.M.B. a tomar las providencias necesarias y más eficaces para que sus súbditos no proporcionen armas, municiones ni otro artículo de guerra a los disidentes de América".

Si bien para la época de su entrevista con Strangford (fines de febrero de 1815), García no tenía conocimiento de los términos exactos de los agregados al tratado, sí sospechaba de su contenido. Además de la reticente conducta del ministro inglés en la entrevista, lo que llevó a García a suponer de los términos de la addenda fueron las órdenes recibidas por el almirante británico en Río (consistentes en solicitarle a todos los comerciantes de esa nacionalidad que se retiren de Buenos Aires) por lo que el 25 de abril informa a su gobierno

"Según el texto de dichas órdenes parece subsistir un convenio entre las cortes de Madrid y Londres sobre esta parte, y quedan confirmadas mis sospechas acerca de la conducta maquiavélica del ministro británico, atendidos sus principios políticos y sus pretensiones en el Congreso relativamente al sistema Colonial. Este desengaño lo creo importante para la adopción del mejor partido que nos resta. Yo he tenido la fortuna de preverlo con anticipación a pesar de las bellas palabras de Milord Strangford, y tengo vencidas casi todas las dificultades. Solo resta que V.E. se sostenga a todo trance algunos días".

Finalmente destacaba dos peligros en caso de reconquista española: la reinstauración de la esclavitud y el perjuicio para los intereses de los residentes británicos en el Río de la Plata.

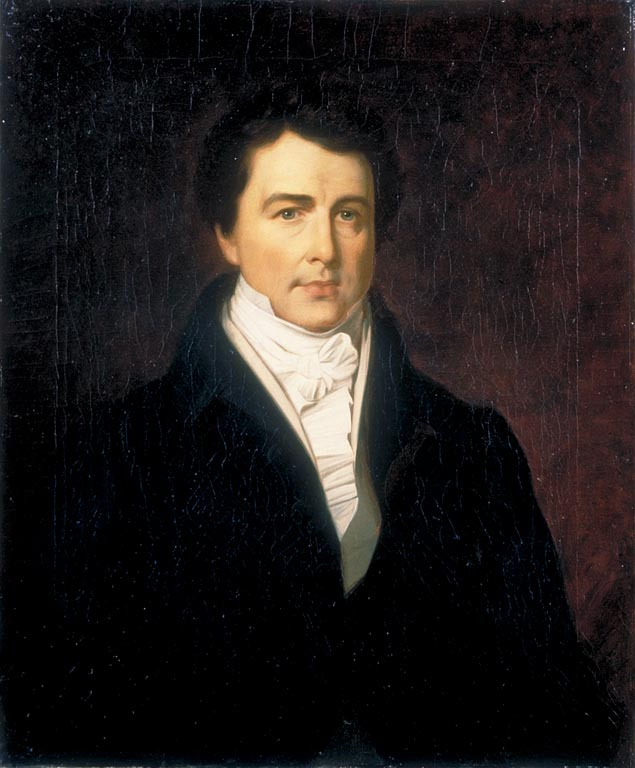
Retrato de Sir Henry Chamberlain, First Baronet, ministro británico en el Brasil (1773-1829).

En Buenos Aires se esperaba encontrar oxígeno político a través del reconocimiento de —y la vinculación con— Gran Bretaña. Así parece demostrarlo el contenido de una carta enviada desde Río de Janeiro por el ministro británico Henry Chamberlain a su superior el vizconde Castlereagh, el 10 de febrero de 1816:

"Muchos individuos de los distintos partidos que sucesivamente han estado al frente de los principales Departamentos del Gobierno de esa ciudad -Buenos Aires- y a su turno cayeron víctimas de la revolución, se encuentran aquí y ocasionalmente me visitan con la esperanza de saber si el Gobierno de Su Majestad ha decidido dar algún paso para rescatar a su país del estado de perturbación a que se halla reducido."

Se podría suponer que las previsibles consecuencias de la mencionada expedición punitiva fueron las que movieron a los políticos rioplatenses a tratar de obtener la protección de Inglaterra.
Vale aclarar que el peligro no desapareció cuando se supo el destino último de la expedición de Morillo, pues en España continuó la preparación de expediciones para recuperar las colonias hasta 1820, cuando la revolución liberal volvió a salvar al Río de la Plata de la amenaza.

## Embajador plenipotenciario en Río de Janeiro (1815-1820)
García permaneció en la Corte de Río de Janeiro como embajador plenipotenciario de los sucesivos Directores Supremos, Ignacio Álvarez Thomas, Juan Martín de Pueyrredón y José Rondeau, hasta el año 1820. El primero de ellos, intrigado, le preguntó en 1815 con qué misión había viajado. García contestó al jefe de Estado en una misiva fechada el 15 de agosto de Río de Janeiro ese año que

"En otras circunstancias podría ser esto útil al gobierno (el objeto de la misión), y  a mi de alguna gloria; más habiendo mudado tanto las cosas, vendría a ser pernicioso a los intereses públicos el dar noticias que la indiscreción hará públicas o que la malicia teñirá con el colorido de los crímenes. He resuelto pues callar, o esperar que el tiempo traiga una ocasión más favorable. Mis poderes no han sido empleados ni se ha firmado tratado de ninguna especie; por esto nada tengo que dar cuenta. "

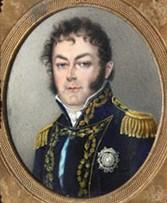
Retrato de Juan Martín de Pueyrredón (1776-1850), Director Supremo de las Provincias Unidas del Río de la Plata (1816-1819).

Con respecto a la Misión de García, Nicolás Herrera (exministro del Director Alvear) dijo

"Don Manuel García llevó una carta de Don Carlos Alvear para Lord Strangford (...) Con esta credencial salió Don Manuel García, y según me dijo Don Carlos Alvear, después de su salida le había encargado que se introdujese con todos los Ministros Portugueses y con todos los Extranjeros que había en aquella corte, para halagar sus pasiones, indagar los secretos de los gabinetes y avisar en tiempo todas las ocurrencias; llevando por norte en todas sus operaciones el objeto de embarazar la expedición española y de conseguir que la España no recibiese auxilios de Inglaterra y el Brasil en sus tentativas hostiles, usando de los artificios que creyese necesarios, según se presentasen las circunstancias."

A lo largo de sus cinco años en el Brasil, se volvió un experto de la diplomacia internacional y su estratégica ubicación le permitió conocer y mantenerse al tanto de todos los acontecimientos que acaecían en Europa. Su principal objetivo consistió en mantener la neutralidad del Brasil en la guerra de la independencia con España, para evitar una alianza que crease un segundo frente de batalla, que sin duda alguna hubiera dado por tierra con los intentos de emancipación. Para conseguir dicho objetivo, invocó constantemente el Tratado Rademaker-Herrera, firmado en 1812, y se relacionó con las personalidades más influyentes de esa Corte y los enviados ingleses. Esto generó el recelo de la Infanta Carlota Joaquina, quien enviaba agentes a que lo siguieran constantemente y le informaran de sus movimientos.
García compartía la interpretación predominante en Buenos Aires sobre la negativa de José Artigas a someterse a la autoridad central organizada como un estado unitario, por considerar que el modelo "Confederado" adoptado por Artigas atentaba contra la unidad nacional y promovía tendencias inconvenientes en tiempos en que la misma independencia no se encontraba asegurada. García opinaba así, toda vez que dentro del modelo Confederado (a diferencia del Federal) los "estados miembros" poseen el derecho de secesión (facultad de abandonar la Confederación cuando así lo dispongan) y el de "no obediencia" a la autoridad central en caso de no compartir una decisión de esta (principios que tornan cuasi ridícula la existencia de un estado en estas condiciones). Era considerada como particularmente peligrosa, debido a que el modelo propuesto por Artigas se extendía con notable facilidad por  Entre Ríos, provincia de Corrientes, y Santa Fe. También se había extendido a Córdoba y a Santiago del Estero, aunque en estas provincias por el momento estaba limitado a esporádicas reacciones rurales. En la ya citada carta de García a Castlereagh, describía así la situación de su país:

"...la conducta de España y su situación actual justifican que evitemos por todos los medios posibles la venganza insaciable de un Gobierno ciego y débil, incapaz de dar protección... Todo es mejor que la anarquía y aún el mismo gobierno español, después de ejercitar sus venganzas y de agravar al país con su yugo de hierro dejaría alguna esperanza de properidad que las pasiones desencadenadas de los pueblos en anarquía."

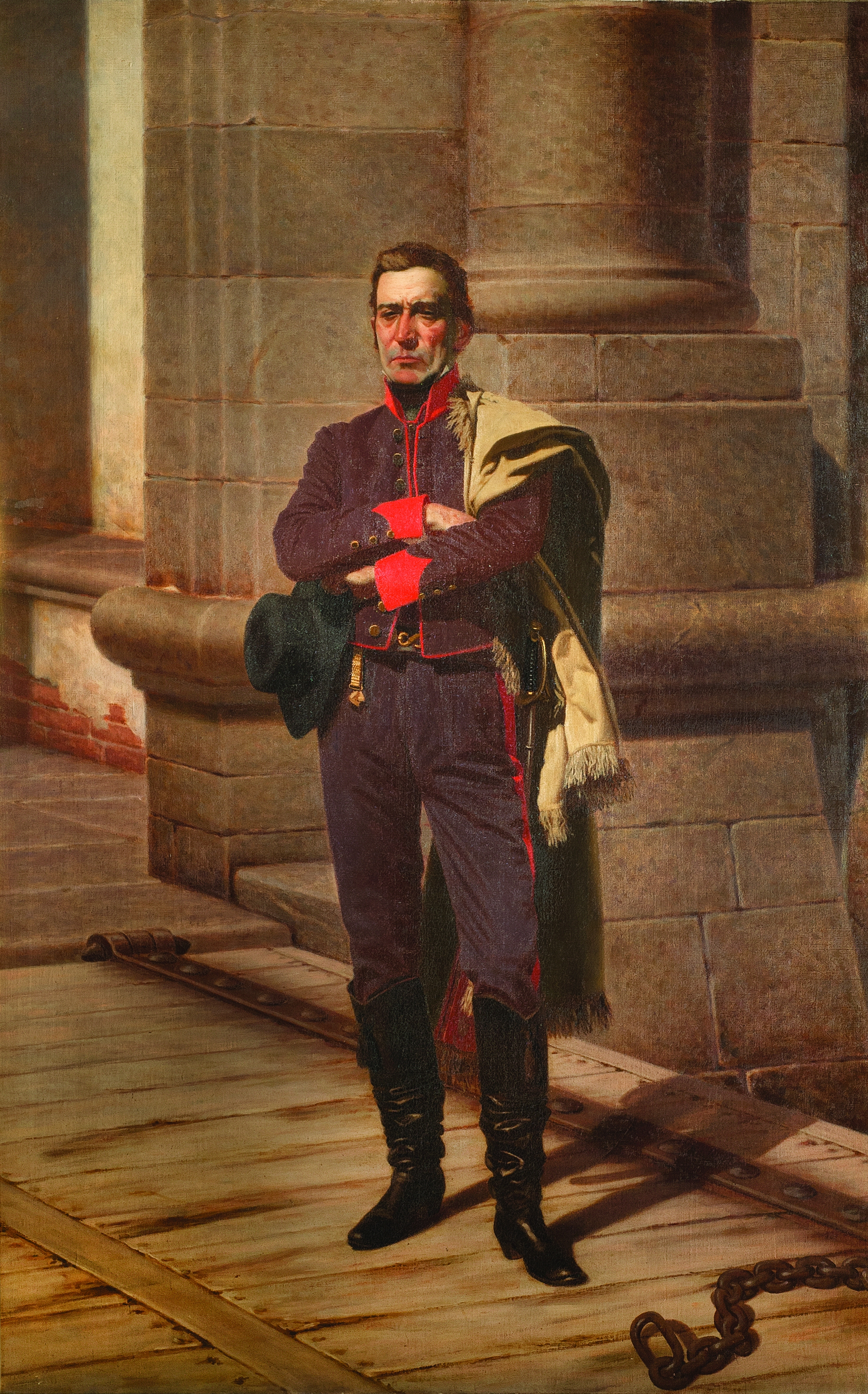
Retrato de José Gervasio Artigas, caudillo Oriental y Protector de los Pueblos Libres (1764-1850). Ólero de Juan Manuel Blanes "Artigas en la Ciudadela".

Junto a Nicolás Herrera, García ha sido acusado de ser responsable de incitar a Juan VI de Portugal a invadir la Banda Oriental. Si bien la mayor responsabilidad parece recaer en Herrera, en una carta al Director Supremo Pueyrredón relataba:

"Es un error imaginar proyecto alguno de sólida prioridad, mientras sus bases no se asienten sobre las ruinas de la anarquía que actualmente nos devora. Estoy persuadido, la experiencia parece haberlo demostrado, que necesitamos la fuerza de un poder extraño, no solo para terminar con nuestra contienda, sino para formarnos un centro común de autoridad, capaz de organizar el caos en la que están convertidas nuestras provincias [...] El poder que se ha levantado en la Banda Oriental del Paraná fue mirado desde los primeros momentos de su aparición como un tremendo contagio [...] En tal situación, es preciso renunciar a la esperanza de cegar por nuestras manos la fuente de tantos males. Pero como ellos son igualmente terribles a los Gobiernos vecinos, de aquí proviene que, alarmado este Ministerio de los progresos que sobre el Gobierno de las Provincias Unidas va haciendo el caudillo de los anarquistas, no ha podido menos que representar a S.M.F.  (Su Majestad Fidelísima [Rey del Reino Unido de Portugal, Brasil y Algarve]) la urgencia de remediar en tiempo tantas desgracias, y S.M. parece haberse iniciado a empeñar su poder en extinguir hasta la memoria de esta calamidad, haciendo el bien que debe a sus vasallos y un beneficio a sus buenos vecinos que cree le será agradecido”.

En julio de 1816, en un mensaje a Álvarez Thomas, García le informaba, con tono optimista: 

"La escuadra portuguesa está en anclas, y sólo espera buen tiempo para acabar con Artigas, que luego acabará de molestar a Buenos Aires. Hay que suavizar la impresión que un sistema exagerado de libertad ha hecho en el corazón de los soberanos de Europa. Depende sólo de nosotros la aproximación de la época verdaderamente grande en que enlacemos íntimamente, y aún identifiquemos nuestros intereses con los de la nación portuguesa. Hay que combatir a las provincia puramente democráticas".

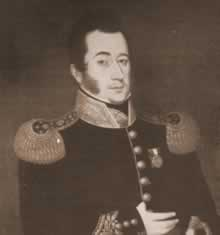
Retrato de Ignacio Álvarez Thomas (1787-1857), Cuarto Director Supremo de las Provincias Unidas (1815-1816).

Un anónimo informante español informaba a su gobierno en esa época:

"Don Manuel García... notado de españolísimo en otro tiempo, en el día es portugués. Por su conducto ha corrido la correspondencia entre la facción portuguesa de Buenos Aires. Tiene talento y regulares conocimientos políticos. Nunca ha sido adicto declarado de la Revolución, aunque la ha seguido".

En definitiva, la Banda Oriental fue invadida entre 1816 y 1820 por fuerzas del Reino Unido de Portugal, Brasil y Algarve con la excusa de defenderse de las acciones de su caudillo Artigas, pero en la práctica fue una simple invasión que tuvo lugar aprovechando las disensiones entre este y el Directorio, e incluso entre Artigas y sus lugartenientes.
En abril de 1817, García redactó y presentó un proyecto de acuerdo con el Brasil en los siguientes términos:

”1.º S.M.F. y el gobierno de Buenos Aires declaran subsistir en su fuerza y vigor la buena armonía estipulada en el armisticio de 1812.
2.º S.M.F, restablecido el orden en la Banda Oriental del Uruguay, no permitirá pasar sus tropas al Entre Ríos, pero esta Provincia se sujetará al Congreso y Gobierno de las Provincias Unidas, como las demás; de suerte que el dicho Gobierno puede garantir a S.M.F., la tranquilidad de esta frontera.
3.º S.M.F. se obliga solamente a no contribuir directa o indirectamente, a que no sea atacado, ni invadido el territorio de las Provincias Unidas.
4.º Los buques de comercio, así como los súbditos del Gobierno de Buenos Aires, entrarán, saldrán y permanecerán en los puertos y dominios de S.M.F. del mismo modo que sus vasallos en los de las Provincias Unidas.”

El mentado acuerdo, dejaba de manifiesto el carácter transitorio de la ocupación portuguesa y reafirmaba la pertenencia de la Provincia Oriental al resto de las Provincias Unidas, al manifestar que "(...)esta Provincia se sujetará al Congreso y Gobierno de las Provincias Unidas, como las demás" una vez que el Gobierno de éstas estuviese en condiciones de reasumir su autoridad sobre ellas y garantizara al del Brasil la "(...)tranquilidad de esta frontera".
Por otro lado, el Directorio y su agente en Río de Janeiro intentaban impedir por todos los medios evitar una ruptura con Portugal, para evitar - ante el entonces inminente embarque de la flota española hacia Sud América – una posible alianza entre Portugal y España, que permitiría a esta tener una cabeza de puente para su ataque al Río de la Plata. A finales de esa década, el peligro de una alianza entre los dos reinos ibéricos había aumentado significativamente, debido a que la Corte portuguesa consideraba seriamente entregar Montevideo a la esperada expedición española, tal vez por razones ligadas al matrimonio entre la Infanta Carlota Joaquina de Borbón y el Rey Juan VI de Portugal.
Para evitar esta posible alianza entre España y Portugal, García intentó lograr la intervención favorable de Gran Bretaña. Pero una entrevista con el encargado de negocios inglés en Río de Janeiro, Mr. Henry Chamberlain, le permitió comprender la verdadera política inglesa para con las Provincias Unidas, consideradas "vasallos rebeldes" del Rey de España Fernando VII. En su informe al director supremo, informaba que el encargado de negocios de "la Gran Bretaña" había presentado una nota al gobierno portugués, en la cual pedía explicaciones acerca de la ocupación de la Banda Oriental, insinuando la conveniencia de evacuar ese territorio español "para no ofender los derechos reconocidos de S.M.C. ni perturbar sus operaciones sobre sus vasallos rebeldes". García terminaba su informe refiriéndose a la política exterior británica:

"Desengañémonos, son usureros políticos, nada más."

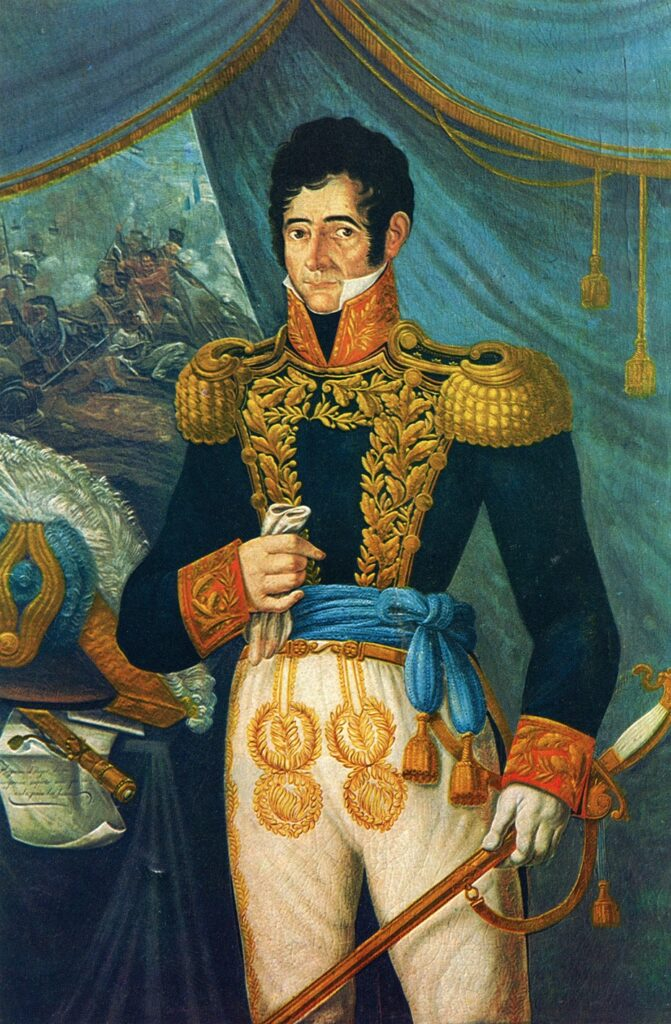
Retrato de José Rondeau (1775-1844), Séptimo Director Supremo de las Provincias Unidas (1819-1820).

Durante el gobierno del Director Supremo José Rondeau, García recibió una nota de este en la que le informa que había propuesto al General Carlos Federico Lecor, jefe de la ocupación de la Banda Oriental, un ataque combinado a las fuerzas orientales en Entre Ríos, autorizando a los portugueses a cruzar la línea del río Uruguay. En este sentido le impartía las siguientes instrucciones:

"Bajo este concepto es de necesidad absoluta que trate Ud. de obtener de ese Gabinete (aludiendo a la Corte de Río) órdenes terminantes al Barón de Laguna (Lecor) para que cargue con sus tropas y aún las escuadrilla sobre el Entre Ríos y Paraná."

Aunque se aclaraba que las fuerzas portuguesas deberían retirarse al este del río Uruguay una vez vencidos los federales, y pese a que el pedido fue desdeñado tanto por Lecor como por el rey de Portugal, casi todos los historiadores argentinos y uruguayos coinciden en interpretar ese ofrecimiento como un acto de traición por parte de Rondeau, o al menos de una torpeza extrema ya que se oponía de cuajo con las resoluciones del "Soberano Congreso" recibidas por García el 22 de noviembre las cuales se encontraban "en contradicción directa con el tenor de la comunicación" de Rondeau (de hecho, demostró ningún interés en discutir las instrucciones de Rondeau por considerarlas desacertadas).
Esto se ve reflejado en una carta que escribe a Gregorio Tagle en la que le manifiesta que se debe proceder con precaución en la política a seguir con el Brasil ya que si la expedición de los españoles no se realizara los portugueses deberían de suspender la ocupación de la Banda Oriental.
Si bien consideraba primordial acabar con el poder de los "anarquistas" (federales de litoral), dudaba de las verdaderas intenciones de la Corte de Río ya que afirma en la misma carta

"Si a los ladrones de poncho substituyen otros ladrones de casaca que acaban por exprimir a esos infelices pueblo, entonces, no se habrá hecho más que mudar la montonera negra con la montonera blanca"

## Ministro de Hacienda de Martín Rodríguez
García regresó a Buenos Aires a principios de 1821. El 8 de agosto de ese año fue nombrado ministro de hacienda por el gobernador Martín Rodríguez; los otros dos ministros eran Bernardino Rivadavia, de Gobierno y Relaciones Exteriores, y Francisco Fernández de la Cruz, de Guerra.
El 15 de enero de 1822 creó el Banco de Descuentos, que gozaba del monopolio de la emisión de billetes y monedas, pero no era estatal, sino privado; controlado inicialmente por comerciantes rioplatenses, en poco tiempo pasó a estar bajo control de capitalistas británicos. Posteriormente, este establecimiento se transformaría en el Banco de la Provincia de Buenos Aires.
Fue el autor de la primera ley de presupuesto de la historia argentina, el 19 de diciembre de 1823. Durante su gestión se crearon la Contaduría, la Tesorería y la Receptoría, todas dependientes del Tribunal de Cuentas. Mantuvo un cuidadoso equilibrio financiero, muy favorecido por la concentración de todos los gastos en la provincia de Buenos Aires – que renunció a continuar la guerra de independencia – y la utilización exclusivamente por esta de los recursos de la Aduana. Se llevó adelante una activa lucha contra el contrabando, se redujeron los aranceles aduaneros y se abandonó cualquier atisbo de proteccionismo económico.
La Junta de Representantes de la Provincia de Buenos Aires sancionó en agosto de 1822 una ley que facultaba al gobierno a "negociar, dentro o fuera del país, un empréstito de tres o cuatro millones de pesos valor real". Los fondos del empréstito debían ser utilizados para la construcción del puerto de Buenos Aires, el establecimiento de pueblos en la nueva frontera, la fundación de tres ciudades sobre la costa entre Buenos Aires y el pueblo de Carmen de Patagones y para dotar de agua corriente a la ciudad de Buenos Aires.
Para contratar ese empréstito en Gran Bretaña, García y Rivadavia constituyeron un consorcio, encabezado por Braulio Costa y los hermanos William y John Parish Robertson. Estos últimos viajaron a Londres, donde consiguieron un crédito por un millón de libras esterlinas con la firma Baring Brothers & Co.
Tras una serie de arreglos entre la Baring y el mencionado consorcio, llegaron a la Argentina solamente 570.000 libras esterlinas, en su mayoría en letras de cambio contra comerciantes establecidos en Buenos Aires – esto es, no había necesidad de colocar el empréstito en Londres si las letras iban a ser pagadas en metálico en Buenos Aires – y una parte minoritaria en metálico. La idea de girar letras de cambio fue de Parish Robertson, y los dos mayores destinatarios de las mismas eran este y Costa. Como garantía del empréstito, el Estado de Buenos Aires "empeñaba todos sus efectos, bienes, rentas y tierras, hipotecándolas al pago exacto y fiel de la dicha suma de 1.000.000 de libras esterlinas y su interés". El empréstito solo se pagaría por completo ochenta años más tarde.
No es algo menor para destacar, el hecho de que el empréstito argentino de 1824 no fue el único de su tipo en Latinoamérica (ni el [único en celebrarse en esas condiciones): ya en 1822 Colombia había negociado un crédito por valor de 2 millones de libras esterlinas, lo mismo había hecho ese año Chile con un crédito por 200 000 libras. El reino de Poyais (país ficticio creado por el estafador Gregor McGregor supuestamente en la  Costa de Mosquitos, ubicada en el litoral del Mar Caribe de las actuales Honduras y Nicaragua), hizo lo propio por 200.000 libras, y Perú colocó un empréstito por 1.200.000 libras. México también tomó un crédito de este tipo en 1824, y Colombia obtuvo su segundo crédito. Entre 1822 y 1826 las colonias españolas se endeudaron con Londres por la suma de 20.978.000 libras, habiendo Inglaterra desembolsado una suma real de sólo 7.000.000 de libras. Viendo este panorama global, se podría asumir que las "ignominiosas" condiciones pactadas por el gobierno de Rivadavia eran las únicas disponibles para una nueva y endeble nación, sin crédito internacional ni posibilidad de ofrecer garantías sólidas, de conseguir un empréstito de esa cuantía.
En cuanto el préstamo llegó a Buenos Aires, la Legislatura dispuso que las circunstancias ya no hacían necesaria su utilización para los objetivos fijados en la ley, de modo que lo entregó al Banco de Descuento para que lo entregara como créditos a sus clientes, a intereses mucho más bajos que los que pagaba la provincia por ese dinero.
En 1827 fue el primer cesación de pagos de la historia de Argentina. La Argentina había tenido una presencia activa en los mercados internacionales de capital luego de su independencia. Fue justamente en medio de un auge de préstamos ocasionado por el fin de las guerras napoleónicas que Argentina y otros países de América Latina consiguieron emitir bonos en Londres para financiar sus guerras de independencia. Este auge crediticio terminó en 1825 cuando el Banco de Inglaterra subió su tasa de descuento para frenar su caída de reservas: el ajuste monetario derivó en un estallido bursátil, problemas bancarios y recesión en Inglaterra y Europa continental. En pocos meses, la crisis se expandió a América Latina. Argentina entró en cesación de pagos en 1827, y recién reinició sus pagos en 1857. La siguiente cesación de pagos ocurriría durante el Pánico de 1890.
Años más tarde, en 1831, el propio García explicaría al gobernador correntino Pedro Ferré que no podía tomar medidas proteccionistas de la producción nacional y restrictivas del comercio exterior porque 

"...hallándonos en grandes deudas con esa nación (Inglaterra), nos exponíamos a un rompimiento que causaría grandes males".

Otra actuación destacada tuvo lugar cuando llegó a Buenos Aires Antonio Gutiérrez de la Fuente, enviado de José de San Martín, que ejercía como Protector del Perú y no había logrado expulsar completamente a los realistas de ese país. Cuando Gutiérrez de la Fuente presentó el pedido de ayuda militar y económica para terminar esa campaña recibió una serie de respuestas elusivas esgrimidas por distintos funcionarios y legisladores. García terminó la discusión afirmándole, frente a la Sala de Representantes, que 

"al país le era útil que permaneciesen los españoles en el Perú".

## Ministerio de Relaciones Exteriores de Las Heras
Al finalizar el gobierno de Rodríguez fue elegido gobernador de la provincia el general Juan Gregorio de Las Heras. Ofreció continuar en los cargos de ministros a quienes los ocupaban hasta esa fecha, pero Rivadavia lo rechazó, pues debía hacer un viaje a Londres. Manuel José García ocupó los ministerios de Hacienda, Gobierno y Relaciones Exteriores, mientras en el de Guerra continuaba Francisco Fernández de la Cruz.

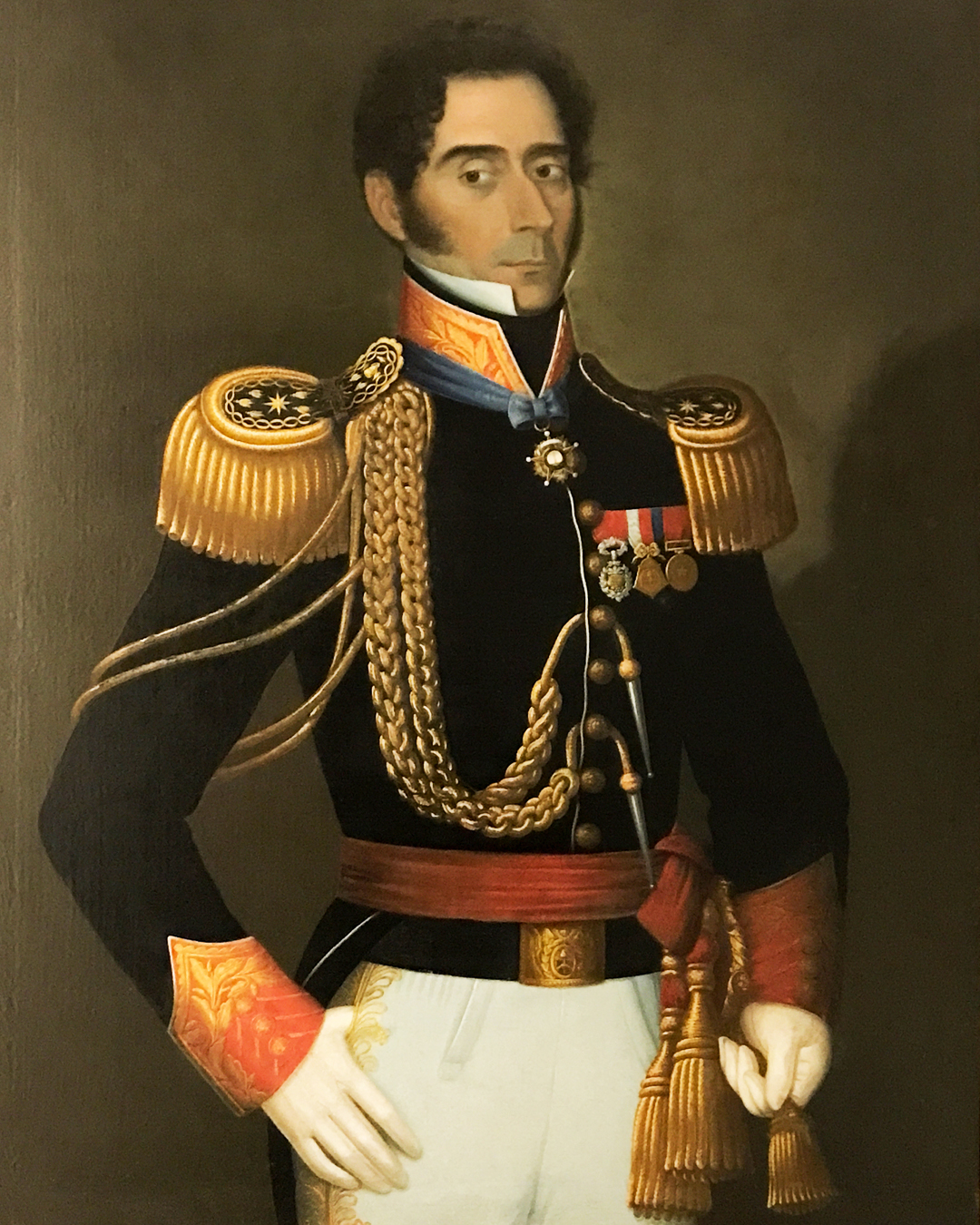
Retrato de Juan Gregorio de Las Heras (1780-1866), noveno Gobernador de la Provincia de Buenos Aires (1824-1826).

En el discurso de asunción de su gobierno, Las Heras pronunció la conocida frase con la que se identifica al período de gobierno inmediatamente posterior a la denominada anarquía de 1820 ocurrida en Buenos Aires como la "feliz experiencia".  Con esa frase, Las Heras reconocía los logros del gobierno anterior y el beneficio que significó para la provincia la política de no participación en la guerra de independencia y el usufructo de los recursos de la Aduana del puerto de Buenos Aires, además del aumento del tráfico comercial por la disminución de los derechos de aduana.
La principal gestión de García en su ministerio fue la que se tradujo en la firma del Tratado de Amistad, Comercio y Navegación, que firmó el 2 de febrero de 1825 con Gran Bretaña, y fue aprobado poco después por el Congreso Nacional y refrendado por Las Heras el 19 de febrero. La importancia fundamental de ese Tratado fue el reconocimiento explícito que hacía por primera vez una gran potencia europea de la independencia de las Provincias Unidas, ya que la firma de un tratado les otorgaba entidad propia. En la época no era compatible con el derecho de gentes el celebrar un tratado con rebeldes sin dejar de considerarlos como tales.
Woodbine Parish recibió las plenipotencias para un tratado de amistad, comercio y navegación, que sería a la vez la expresión formal de reconocimiento. Canning quiso asegurarse previamente que el gobierno de Buenos Aires contaría con el asentimiento de las demás provincias para concertarlo, y García hizo ver a Parish que por los términos de la Ley fundamental no cabía duda sobre su carácter nacional. Las negociaciones fueron rápidas - tal vez no las hubo, porque su texto es idéntico a los tratados que firmaron Colombia y Méjico con Inglaterra en ese mismo tiempo – y el 2 de febrero quedó concluido. Sometido al congreso el día 2, se acordó tratarlo en sesiones secretas. El 12 tuvo lugar la primera, incitados los diputados por una nota del gobierno que llamaba la atención sobre la demora; se observó la cláusula sobre la libertad de culto, pero quedó entendido — aunque no se modificó el tratado— que las provincias tendrían la facultad de resistir la tolerancia del culto "cuando chocare con sus instituciones resguardadas por la Ley Fundamental o lo resistiese la opinión pública." Las disposiciones del tratado sobre libertad de comercio, privilegios comerciales, y exenciones militares y jurídicas no encontraron oposición.
Se establecían ciertas ventajas para los comerciantes británicos en las Provincias Unidas, especialmente en cuanto a la libertad de culto, cierta extraterritorialidad para los comerciantes británicos, y la cláusula que establecía que en futuros acuerdos de las Provincias Unidas con otras naciones, se anticipaba que Gran Bretaña gozaría los privilegios de nación más favorecida, esto es, que cualquier otro beneficio que se otorgara a otro país debería ser obligatoriamente extensivo a Gran Bretaña.
Por otro lado, se establecía una igualdad comercial ilusoria entre ambos países, tal como lo detallaba el cónsul de los Estados Unidos, al secretario de estado John Quincy Adams: la supuesta igualdad para el ingreso de buques en los puertos de ambas naciones, entre un país que tenía miles de buques que desplazaban dos millones y medio de toneladas con otro que no sólo no tenía ninguno, sino que – para acceder a esa reciprocidad – se le exigía que los buques fueran construidos en las Provincias Unidas y fuesen también de propiedad de ciudadanos rioplatenses, y tripulados por capitán y tres cuartas partes de la tripulación de ese origen.

## Contexto previo a la guerra con el Brasil
En 1821 la Banda Oriental fue anexada a Portugal con el nombre de Provincia Cisplatina por medio del pronunciamiento de los representantes del pueblo oriental, aunque muchos de estos representantes fueron elegidos por presión del gobernador portugués Carlos Federico Lecor.

Bandera de la "Provincia Cisplatina", creada por el Brasil en su "ocupación temporal" de la Banda Oriental (1817-1828).

Cuando el rey de Portugal, Rey Juan VI se vio obligado a regresar a Europa, su hijo se puso al frente de un incipiente movimiento independentista y proclamó la independencia del Imperio del Brasil, coronándose como Emperador Pedro I de Brasil. El cabildo de Montevideo solicitó a las fuerzas portuguesas que la ciudad fuera puesta bajo su gobierno, con la intención de reincorporarse a las Provincias Unidas, pero al año siguiente la ciudad pasó a ser controlada por el Brasil, bajo la gobernación de Lecor.
La situación interna de las Provincias Unidas era de mucha inestabilidad, ya que cada provincia se gobernaba por sí misma, separada de las demás no solamente por razones políticas, sino por diferencias geográficas y económicas, con poblaciones divergentes en cuanto a carácter y hábitos de vida. Por otro lado, si bien Buenos Aires había abandonado la lucha por la independencia, no se podía descartar completamente una posible reacción de España para reconquistar sus perdidas colonias sudamericanas, tanto desde Europa como desde el Alto Perú, aún bajo el régimen colonial.
Con su independencia aún no reconocida por España ni por ninguna potencia europea, los principales dirigentes porteños – entre ellos García – decidieron manejarse por el terreno diplomático en lugar de recurrir a las armas para recuperar la Provincia Oriental. Por ello se intentó convencer al Emperador de devolverle el territorio en disputa a cambio de una indemnización por los gastos generados por la invasión, a lo que Pedro I se negó.
Las circunstancias comenzaron a cambiar en las primeras semanas de 1825, con la noticia del final de las Guerras de independencia hispanoamericanas por la batalla de Ayacucho, y por el tratado con Gran Bretaña, por el cual esta potencia – importante aliada del Brasil – reconocía la independencia de las Provincias Unidas. Otro factor favorable fue la reunión del Congreso General de 1824, que reunía después de casi cinco años a representantes de todas las Provincias Unidas.
En esas circunstancias, un grupo de exiliados orientales, comandados por Juan Antonio Lavalleja y financiado por Pedro Trápani y Gregorio Gómez – todos ellos amigos personales de García – organizaron una expedición libertadora de la Banda Oriental en Buenos Aires. García contribuyó con 500 pesos de su peculio en la colecta realizada costear la expedición, pero bajo el nombre de "El amigo de los Orientales", ya que de utilizar su verdadero nombre hubiera dado con tierra con la confianza de los portugueses y con ello la posibilidad de un arreglo diplomático.
Tras la rápida ocupación del territorio oriental por los Treinta y Tres Orientales comandados por Lavalleja, el 25 de agosto de 1825, los representantes de los pueblos y villas de la Banda Oriental – con la excepción de Montevideo y Colonia del Sacramento – declararon la independencia de la Provincia Oriental del Imperio del Brasil y su voluntad de reincorporarse a las Provincias Unidas en el Congreso de la Florida.

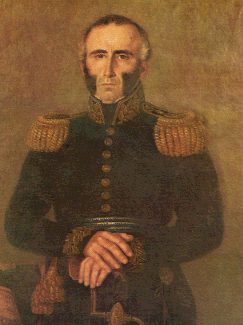
Juan Antonio de Lavalleja (1784-1853).

En respuesta, el Imperio envió su escuadra de guerra al Río de la Plata para evitar cualquier ayuda por parte de Buenos Aires. El evidente accionar hostil del Imperio del Brasil genera preocupación en el gobierno británico, que veía peligrar su comercio en la región. García aprovechó dicha circunstancia para comisionar a Matías de Irigoyen ante el embajador británico Stuart en Río de Janeiro. Aunque debía también reunirse con el ministro de Relaciones Exteriores del Brasil, su misión principal era gestionar la intervención inglesa en la desocupación de Montevideo por parte de los brasileños. En dichos pliegos García afirmaba:

"1.º Que el gobierno de las Provincias Unidas del Río de la Plata no reconoce la ocupación de la provincia de Montevideo sino bajo el carácter provisorio que expresó la declaración que hizo su S.M.F. a este gobierno según aparece en el documento que se acompaña."
"2.º Que tampoco puede reconocer derecho alguno proveniente de actos celebrados en la provincia de Montevideo a favor de S.M.F. o de S.M.I. durante el tiempo que ha sido tomada por sus armas."
"3.º Que las Provincias Unidas han reclamado y reclaman la desocupación de la Provincia de Montevideo y exigen, en consecuencia, la reintegración de su territorio."

Irigoyen debía viajar a Montevideo para embarcarse en el H.M.S. Jaseur para de ahí viajar a Río, pero una serie de insólitos desentendimientos logísticos frustraron su misión y nunca pudo salir de esa ciudad. Muchas conjeturas se hicieron sobre esos "desentendimientos", formando dos grandes teorías: una afirmaba que fueron generados por agentes brasileños en la ciudad Oriental, ya que el accionar hostil de su país había persuadido a los ingleses de tomar cartas en el asunto. La otra responde siempre al gran interrogante de si no fueron los propios ingleses quienes, fieles a su histórico "juego a dos puntas" sabotearon el traslado del comisionado para frustrar las gestiones diplomáticas.

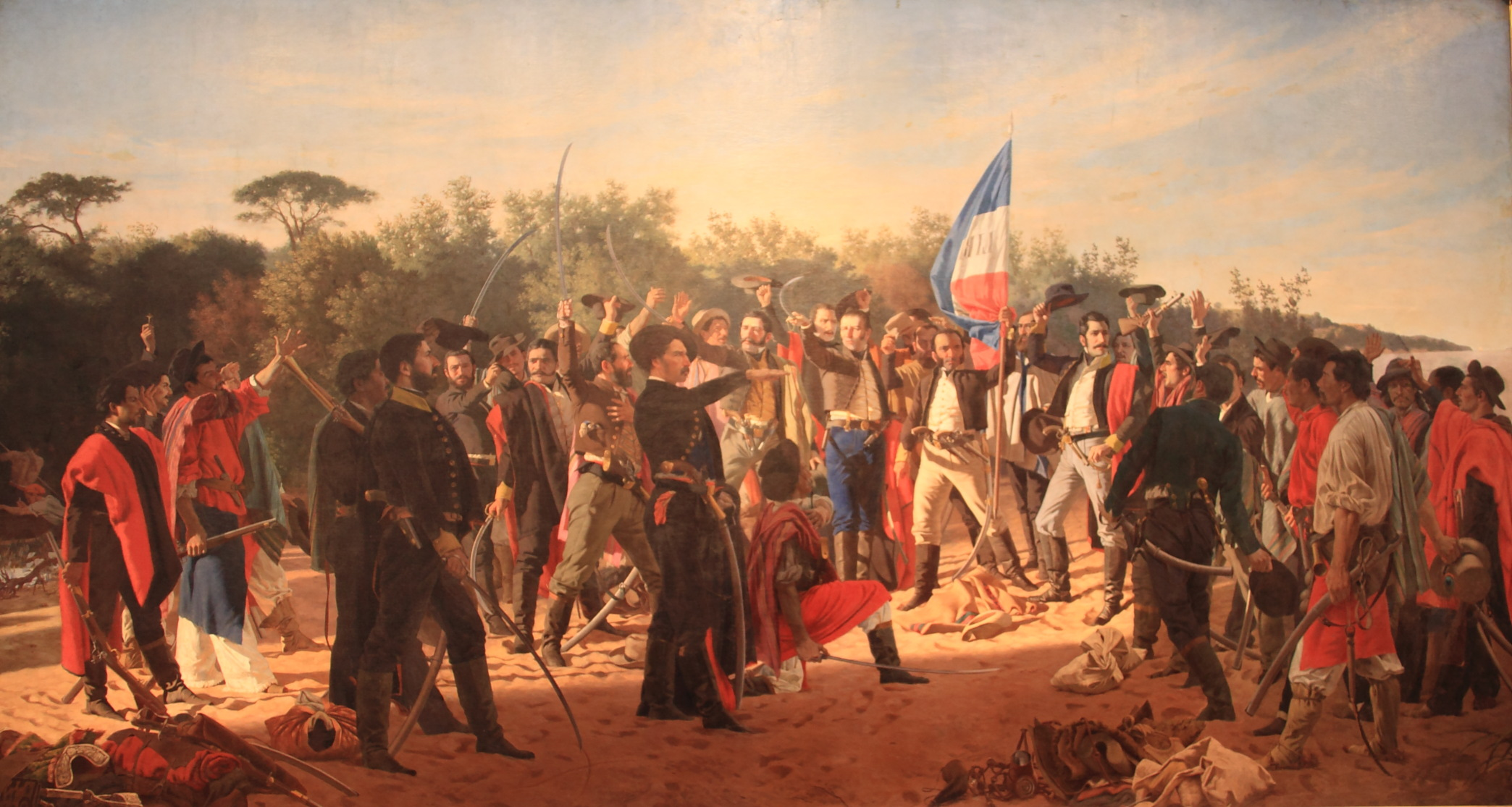
"El Juramento de los Treinta y Tres Orientales", óleo de Juan Manuel Blanes.

Luego de la victoria de Lavalleja en la batalla de Sarandí, del 12 de octubre de 1825, García le expresó en una carta:

"¡Cuánto placer siento en poder escribir a Ud. después de los gloriosos sucesos que han llevado en nombre de Ud. y el de los bravos Orientales al más alto puesto de gloria que es posible! Tenemos que luchar aún con graves dificultades, pero no hay que temer; con un poco de serenidad sacaremos partido de los mismos embarazos para llegar hábilmente a término".

El 4 de noviembre, García escribió al ministro de Relaciones Exteriores brasileño que las "Provincias Unidas están dispuestas a negociar amigablemente la restitución de la provincia Oriental", lo cual generó grandes críticas por parte de ciertos sectores, más impulsivos, que querían ir a la guerra. El 16 de diciembre, el Brasil le declaró la guerra a las Provincias Unidas y su flota a bloqueó el Río de la Plata. Hacia fines de diciembre de 1825, el gobierno de Las Heras se encontraba muy desprestigiado por su política pacifista, cesando definitivamente al frente de la gobernación el 7 de marzo de 1826, cuando la provincia de Buenos Aires fue nacionalizada por el recientemente electo presidente Bernardino Rivadavia.

## La Guerra del Brasil

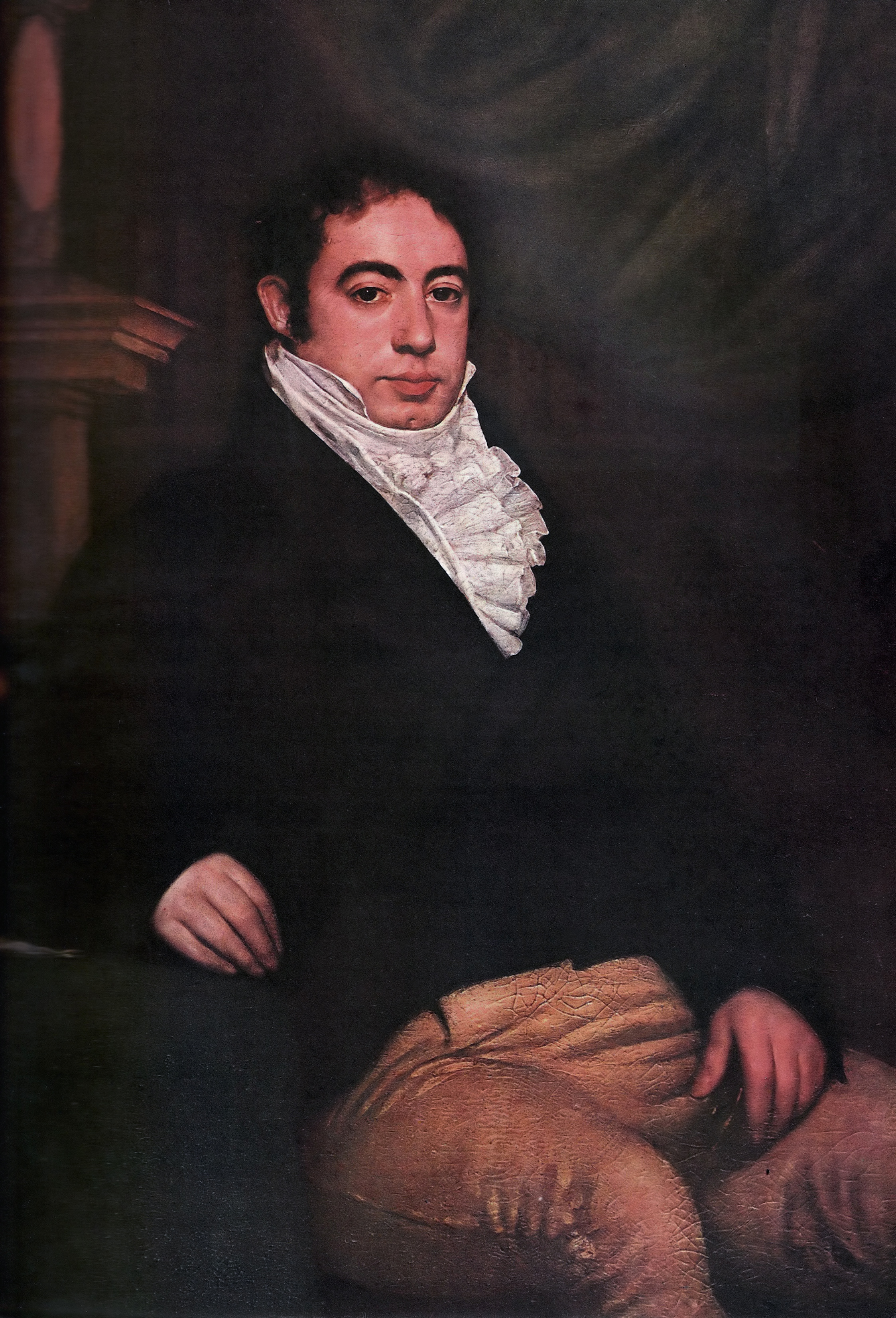
Bernardino Rivadavia (1780-1845), Primer Presidente Argentino entre 1826 y 1827.

No obstante las primeras victorias a favor de las Provincias Unidas, y los triunfos navales en el Combate de Los Pozos y la Batalla de Juncal, la guerra mostró su lado más costoso para las Provincias Unidas, en especial para Buenos Aires: la economía volvió a desequilibrarse, pasando a tener un enorme déficit comercial y fiscal, tanto por los costos de mantener una escuadra y un ejército en campaña, como por la casi completa interrupción del comercio por el puerto de Buenos Aires. La situación económica y social en la capital se volvió inestable, y – sumado a una serie de errores de conducción política por parte del presidente Rivadavia – le enajenaron el apoyo tanto de las provincias del interior como de la propia población de la capital. En particular, los influyentes comerciantes y los crecientemente poderosos estancieros clamaban ruidosamente por un rápido final de la guerra. Por otro lado, tras la batalla de Monte Santiago, en el comienzo de abril, luego antes de la misión García, ya no se podría combatir más en "línea de fila", ya no sería posible enfrentar abiertamente a unidades enemigas de mediano o mayor poder. La flota argentina quedó reducida a unas pocas goletas y cañoneras que solo alcanzaban para defender el puerto, hostigar los avances imperiales sobre el puerto del Salado al sur y por el norte dar apoyo de convoy a los transportes de refuerzos y abastecimientos al frente oriental.  El embajador británico en Río de Janeiro, Sir Robert Gordon, escribiría a lord Ponsonby: "Los recursos de este Imperio parecen inmensos y creyendo como yo que Brown -grande como es- no puede con sus goletas aniquilar a la armada brasileña, simplemente tendrá Ud. al bloqueo restablecido con mayor vigor". Así, la lucha en alta mar quedaría reducida por el resto de la contienda a los esfuerzos de los corsarios.
Como el historiador militar británico Brian Vale dijo, " [...] Juncal había hecho poco para empujar el Imperio en la dirección de la paz. Ahora en Monte Santiago, dos de los bergantines de guerra preciosos de la Argentina habían sido destruidos y el mejor de su Armada rotundamente derrotado. La abrumadora superioridad de la Marina brasileña en el mar se afirmó de una manera que ni la audacia de William Brown o las fragatas recién compradas de Ramsay en serio podrían desafiar  ".
En el plano político, la insostenible situación económica del gobierno, cuyos ingresos por rentas aduaneras habían caído a $ 100.000, siendo las necesidades de $ 600.000, el éxodo del dinero metálico por la imposición por parte del gobierno del uso de papel moneda, los crecientes desórdenes internos y la obstinación del Emperador brasileño de continuar con la guerra, llevaron a Rivadavia a cambiar su postura belicista y buscar la paz. Por otro lado, estaba presionado por el diplomático británico John Ponsonby, lo que lo llevó a decidir negociar con el Imperio la independencia de la Provincia Oriental respecto de ambas naciones.
Sin embargo, en ese momento se estaba produciendo la campaña ofensiva del ejército de Carlos María de Alvear contra la provincia de Río Grande de San Pedro, que tuvo su culminación gloriosa el 20 de febrero de 1827 en la Batalla de Ituzaingó, victoria que lamentablemente no pudo capitalizarse por la reticencia del Comandante en Jefe de perseguir al ejército vencido.
El coronel Iriarte afirmó en sus "Memorias" al referirse a la reticencia del general Alvear a perseguir al enemigo vencido:

"Pero el General Alvear no quiso: se contentó con quedar dueño del campo de batalla; es decir, de la gloria sin consecuencia, porque todo el resultado quedaba reducido a las balas cambiadas de parte a parte, y al efecto que ellas produjeron en muertos y heridos. La República Argentina, empañada en una guerra desigual, tenía sumo interés, urgentísimo, en que no se prolongase la lucha: había echado el resto apurando todos sus recursos físicos y morales para luchar contra un Imperio abundante en hombres y medios pecuniarios. La República, venciendo, quedaba exánime; el Imperio, vencido en una sola batalla, pero sin ser su ejército anonadado, podía continuar la guerra con ventaja, con menos sacrificios; y es por esto que necesitamos sacar buen partido, no digo de las batallas campales, sino de las más ligeras ventajas que obtuviesen nuestras armas. Ardía la guerra civil en las provincias argentinas, y era Buenos Aires, una ciudad sola, la que soportaba todo el peso de la guerra; la única que podía alimentarla, darle pábulo, y para que no se extenuase era necesario dar grandes golpes. Tal fue el que recibieron los enemigos en ituzaingó, pero sólo en el campo de batalla: fuera de él no sintieron sus efectos como lo habrían sentido si su ejército aquel día hubiera sido anonadado, y pudo, debió serlo. La guerra habría entonces concluido, y la paz, se habría firmado dictando el vencedor las condiciones: la evacuación de Montevideo y de todo el territorio oriental ocupado por las tropas del Imperio, y su incorporación a la República Argentina."

En el mismo sentido, afirmaba el general Paz en su anotación correspondiente al 25 de febrero de 1827:

"El ejército enemigo a empezado a recuperarse de su susto, alentándose con nuestra pereza en perseguirlo."

Como destacó el coronel Iriarte, la guerra hubiera estado muy cerca de su conclusión de haberse continuado con la persecución del enemigo:

"(...) teníamos aquel día los caballos suficientes y en muy mediano estado; no se necesitaba hacer un gran esfuerzo corriendo el riesgo de cansarlos, porque la infantería enemiga estaba a la vista y nos bastaba seguir su lenta marcha cercándola en todas direcciones: el hambre la habría obligado a capitular."

Finalmente, la inevitable falta de suministros sobreviniente y el pésimo estado de la caballada impidieron continuar con la persecución del ejército imperial y el normal desenvolvimiento de las acciones en el plano militar.
A pesar de la victoria táctica que implicó para las Provincias Unidas la batalla de Ituzaingó, la precariedad de su situación general no cambió sustancialmente: el ejército debió replegarse hacia el sur, y la escuadra brasileña continuó con el bloqueo del Río de la Plata. Por otro lado, Rivadavia veía cada vez más lejano su proyecto de unión nacional bajo el sistema unitario, para lo cual juzgó necesario contar con un ejército poderoso, capaz de imponerse a las provincias federales – la amplia mayoría – que habían rechazado la constitución unitaria de 1826 y la autoridad del presidente Rivadavia.
Durante el transcurso de la guerra, García permaneció alejado de puestos públicos, aunque se mantuvo en contacto permanente con el embajador Ponsonby, a quien alentó a insistir ante Rivadavia para obtener un arreglo basado en la independencia de la Banda Oriental. Por su parte, Ponsonby lo consideraba su mejor aliado, y escribía al ministro de relaciones exteriores británico George Canning. 

"No sé cómo podrá el gobierno para seguir sin él."

## La Convención Preliminar de Paz con el Brasil

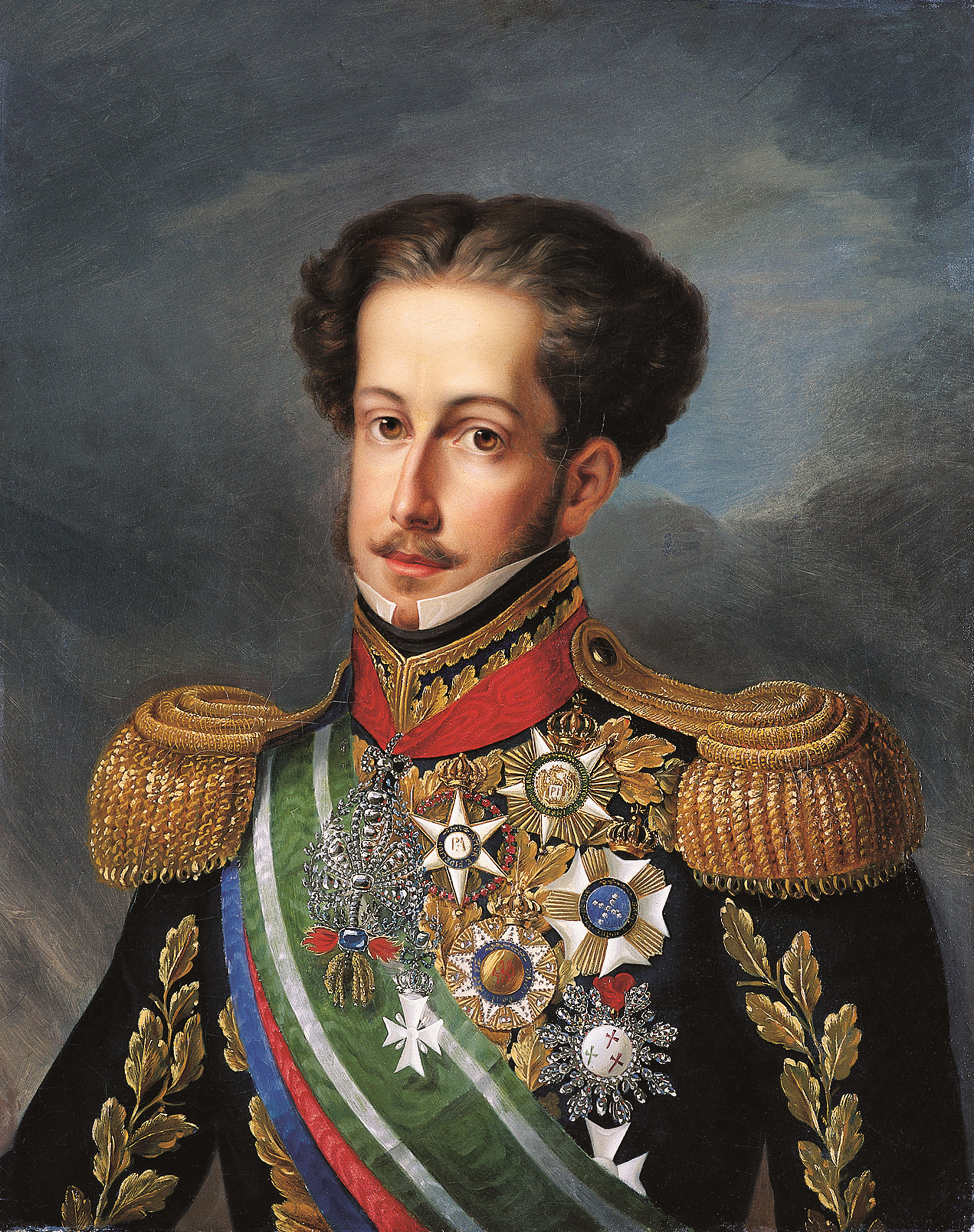
Don Pedro I, primer Emperador del Brasil entre 1822 y 1831.

Rivadavia recurrió nuevamente a García – quien ya había rechazado su ofrecimiento para encargarse de la cartera de Hacienda por sus discrepancias con el gobierno presidencialista unitario – para enviarlo en misión diplomática al Brasil e iniciar las tramitaciones de paz con el Imperio.
Las razones que impulsaron a Rivadavia a cambiar de opinión, fueron las mismas que habían disuadido a García a no ir a la guerra antes, para ello es importante resaltar la gran labor investigativa de Juan Carlos Nicolau, quien afirma:

La situación económica de Brasil era muy superior a las Provincias Unidas, si se tenía en cuenta que contaba con una población de 5 millones de habitantes, contra 700.000 de éstas tomadas en su conjunto, pero que en los hechos, sólo la provincia de Buenos Aires contribuía al esfuerzo bélico. El estado brasileño, independiente, sin deuda nacional, desarrollaba un comercio con el extranjero muy activo y floreciente, en continuo progreso, apoyado en su relación con la Gran Bretaña. En cambio, el Río de la Plata sufría el perjuicio del bloqueo de su puerto, lo que constituía un grave obstáculo para obtener recursos de sus recaudaciones aduaneras y así la posibilidad de adquirir armas y municiones para su ejército.

La ayuda que recibía el Brasil de parte de Gran Bretaña, en su virtual alianza, provocó que hombres como el General Beresford y el Almirante Cochrane, con amplio conocimiento del teatro de operaciones del Río de la Plata, contribuyeran a la organización y manejo del ejército y la armada brasileña.

El 16 de abril de 1827, García recibió las instrucciones para realizar su misión por parte de Rivadavia y su ministro Francisco Fernández de la Cruz, informándole que el gobierno se proponía "acelerar la terminación de la guerra y el restablecimiento de la paz, tal como lo demandan imperiosamente los intereses de la Nación". Esta instrucción refleja la crítica situación interna del gobierno de Rivadavia, desesperado por encontrar la paz para afrontar los otros grandes problemas que azotaban al país, es decir, la enorme crisis económica, la oposición de las provincias del interior, etc.
Las bases que debía utilizar el ministro plenipotenciario García, serían

"...o bien la devolución de la Provincia Oriental, o la erección y reconocimiento de dicho territorio en un Estado separado, libre e independiente, bajo la forma y reglas que sus propios habitantes eligieren y sancionaren; no debiendo en este último caso exigirse por ninguna de las partes beligerantes compensación alguna."

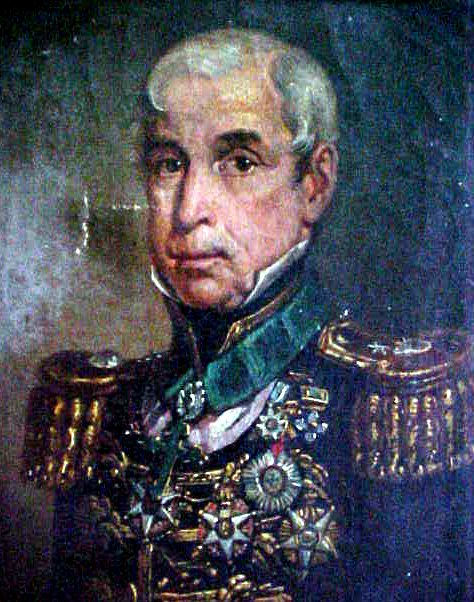
José Feliciano Fernandes Pinheiro (1774-1847), "Visconde de São Leopoldo".

Al despedirlo, el ministro Julián Segundo de Agüero le encargó conseguir la paz a todo trance; ...de otro modo, caeremos en la demagogia y en la barbarie.
García llegó en mayo de 1827 a Río de Janeiro y comenzó sus reuniones con el intermediario británico y los ministros plenipotenciarios brasileños. Apenas iniciadas las gestiones, García se encontró con una gran intransigencia por parte de los ministros brasileros con respecto a no renunciar a la Provincia Cisplatina:  el Emperador, consternado por la victoria rioplatense de Ituzaingó y temiendo por la estabilidad de su imperio en esas circunstancias, había jurado ante el Senado brasileño no tratar la paz ante las Provincias Unidas y continuar la guerra hasta obligarlas a aceptar su soberanía sobre la Provincia Cisplatina; seguramente Pedro I especulaba también con la debilidad de la Provincias Unidas para prolongar las acciones bélicas.
Viendo la situación, García decidió regresar a Buenos Aires, pero el embajador británico Gordon lo convenció de entrevistarse con el ministro de relaciones exteriores imperial, el Marqués de Queluz. Tras tres reuniones infructuosas, las presiones del gobierno británico por terminar rápidamente con el conflicto para reanudar el comercio, la inflexible postura del gobierno brasileño y el crítico estado político-económico de las Provincias Unidas, llevaron a García a decidir por sí mismo la paz sobre otras bases. Más tarde explicó al embajador Gordon que, aunque 

"...tenía instrucciones de firmar una convención sólo sobre la base de la independencia de la provincia de Montevideo; pero, como él se hallaba convencido de que a este estado de independencia no podía llegarse por cierto tiempo, y que en realidad era de poca importancia para Buenos Aires el destino de la provincia, siempre que se le devolviera la tranquilidad, no hesitó en llegar a términos que, en otro sentido, estaban perfectamente de acuerdo con sus instrucciones."

Parafraseando a Juan Carlos Nicolau: "García estaba convencido de que la paz traería el desarrollo de la economía y con ello, el progreso y fortalecimiento de las instituciones que permitiría lograr la felicidad de sus habitantes en una nación donde todo debía ser construido." Por su parte, Alén Lescano subraya que ése era 

"el pensamiento unitario de siempre: asimilar el país a ciertas formas políticas e ideológicas, y desechar lo que no encajara, como las provincias federales, sus rudos caudillos, o esa Banda Oriental causa de eternas discordias y recelos contra Buenos Aires. La extensión era el mal del país, y mejor hubiera sido reducirse a la ciudad-puerto, para hacer fuertes sus instituciones, su cultura y su comercio."

De modo que, dejando de lado sus instrucciones, el 24 de mayo de 1827 firmó la Convención Preliminar de Paz de 1827 que disponía, entre otras cosas:

“La Republica de las Provincias Unidas del Río de la Plata reconoce la independencia e integridad del Imperio del Brasil y renuncia a todos los derechos que podría pretender al territorio de la provincia de Montevideo, llamada hoy Cisplatina, la cual el Emperador se compromete a arreglar con sumo esmero, o mejor aun que otras provincias del Imperio. El emperador del Brasil reconoce igualmente la independencia e integridad de la República de la Provincias Unidas del Río de la Plata, y dado que la República de las Provincias Unidas ha empleado corsarios, halla justo y honorable pagar el valor de las presas por haber cometido actos de piratería”.

A pesar de que la convención contravenía sus instrucciones, García había logrado que se cambiase la redacción primitiva que incorporaba la Provincia Cisplatina al Imperio y que se omitiera el reconocimiento de cualquier derecho de soberanía por parte del Emperador del Brasil sobre la Provincia Oriental, ya que la Convención solo se refería a la renuncia efectuada por las Provincias Unidas. Tal vez sin notarlo los diplomáticos brasileños, se dejaba la puerta abierta a la independencia uruguaya. Sin embargo, en su carta a Ponsonby informando de la firma de la convención, Gordon emitió ciertas opiniones que permiten inferir que todas las partes eran conscientes de que posiblemente el Emperador se vería obligado a otorgar la independencia de la Cisplatina tarde o temprano:

"Al Brasil se lo deja que luche con la disensión y la revuelta, que seguirán dominando en la Provincia Cisplatina... El Emperador pronto se convencerá del desacierto de no proclamar, franca e inmediatamente, la independencia de la provincia."

A su regreso a Buenos Aires, el 20 de junio, García presentó la Convención al Presidente y al Congreso. La opinión pública en Buenos Aires reaccionó indignada, se publicaron artículos muy violentos contra el gobierno en los periódicos, y la ciudad se cubrió de panfletos ofensivos contra García, Rivadavia y Ponsonby. De modo que Rivadavia, a quien se suponía partidario de aceptar el acuerdo, se presentó ante el Congreso con un virulento discurso exigiendo su rechazo.
El ministro Agüero dirigió a García una misiva en la que manifestaba:

"En consecuencia, el gobierno hace a Ud. responsable de todos los males y consecuencias que de ello resultan a la nación, especialmente en el grande y noble empeño en que se halla para salvar su honra."

 La respuesta de García fue de rechazo a los cargos imputados por Rivadavia y Agüero, argumentando en su defensa que la firma de la mentada Convención podía comprometer su honra personal, pero no obligaba al país hasta tanto no fuera ratificada. En este sentido, relata 

"Para finalizar, el comisionado emite un juicio lapidario respecto a la actitud del gobierno de Rivadavia, al afirmar con razón que al negociar la cesación de las hostilidades arriesgaba su reputación personal, pero no causaba obligación alguna al Gobierno hasta tanto el tratado de paz o la convención preliminar, después de ser examinada detenidamente fuera ratificada. En su opinión, una convención preliminar aún después de ratificada solemnemente, es un tratado provisorio, pues su objeto principal es hacer cesar las hostilidades, fijando bases para un tratado definitivo. En la última frase de su exposición espera que aquietadas las pasiones en el futuro se juzgará su comportamiento, mientras se interroga acerca de quien merece mayor indulgencia, si el ciudadano que en tan gran conflicto sacrifica su reputación y acaso la existencia a su patria, o aquel que quiere a todo trance hacer de ésta el instrumento de su fama."

Esta Convención Preliminar de Paz fue rechazada por el Congreso General Constituyente de la República Argentina y por el presidente de la República Argentina, D. Bernardino Rivadavia, el 25 de junio de 1827.
Si bien la Convención Preliminar fue rechazada, Rivadavia no logró salvar su gobierno: la opinión pública no le perdonaba su actuación, y simultáneamente se denunciaban en la prensa su participación en negociados mineros en Famatina. El día 26 de junio, Rivadavia presentaba su renuncia irrevocable a la presidencia.
Las consecuencias de la fracasada Convención Preliminar firmada por García son objeto de controversia: ciertos autores creen que el antecedente de un acuerdo de estas características, aún después de rechazado, condicionó fuertemente el accionar del gobernador Manuel Dorrego para la firma de la Convención Preliminar de Paz de 1828, por la que se disponía la independencia de la "Provincia de Montevideo, llamada hoy Cisplatina". Otros autores, en cambio, afirman que mal puede atribuírsele a este responsabilidad alguna a García con los términos del tratado final firmado por Juan Ramón Balcarce y Tomás Guido, cuando –al no haber sido ratificada por el Congreso– la Convención Preliminar no vinculó en forma alguna al Gobierno de las Provincias Unidas del Río de la Plata.

## Ideario político y últimos años

Bandera de la "Liga Federal" usada entre 1830 y 1850.

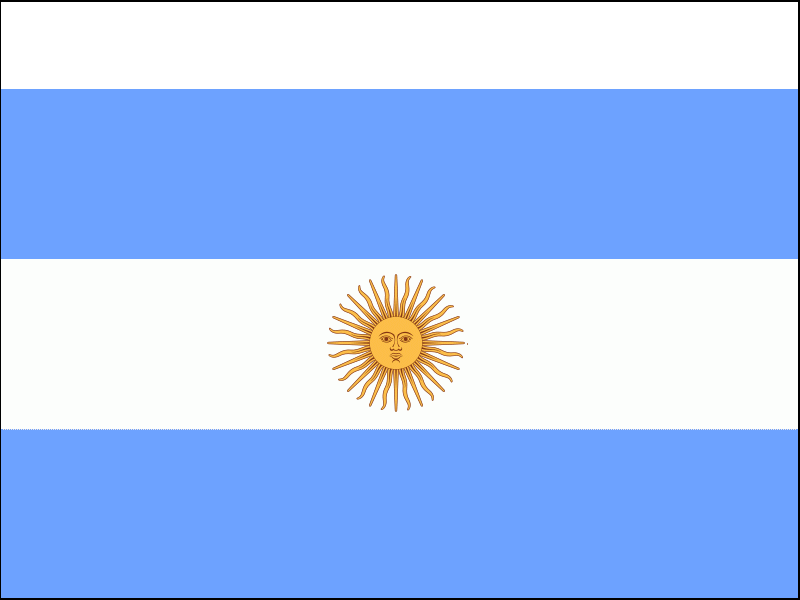
Bandera de Guerra "Unitaria", utilizada entre 1820 y 1827, y luego en el exilio hasta 1852.

En 1829, el general Lavalle lo nombró mediador ante su vencedor, Juan Manuel de Rosas, con quien tenía una amistad y parentesco, y el nuevo gobernador Viamonte lo nombró nuevamente ministro de Hacienda. Su sucesor, el propio Rosas, lo mantuvo unos meses en ese cargo.
En 1830 se permitió enviar una misiva al exgobernador Rosas, en la cual criticaba sus formas autoritarias. Por esa postura, su casa fue baleada por partidarios de este en 1834. Entre otras consideraciones, le decía:

"El sistema de prisiones y destierros que usted ha tomado seguirá más tiempo del que usted supone... el hecho hoy es que una parte de la población está a merced de la otra; que por una simple delación o insinuación puede ser arrancada del seno de su familia, encarcelada, desterrada, y ahorcada también, siguiendo la misma regla. Esto es horrible, y no puede ser amigo de usted ni de la patria quien se lo aplauda... Yo conozco que hablarle de esto es bien excusado, pero yo estoy obligado a hacerlo, so pena de ser confundido con los esclavos viles y aduladores miserables del poder o de las pasiones de partido".

En la época del gobierno de Balcarce sostuvo la posición del partido que seguía a Rosas. Fue nombrado ministro de Hacienda del segundo gobierno de Viamonte; durante ese período expulsó del país a Rivadavia, que regresaba de su exilio en Europa, pues corría peligro de ser linchado por los federales por temor a los simpatizantes de Rosas y a la Mazorca.
No se identificaba particularmente con el partido federal ni con el unitario, de modo que fue funcionario bajo gobiernos de ambas tendencias. Sus ideas políticas eran eclécticas; ya en la época de su embajada en Río de Janeiro escribía al gobierno:

"Yo creo a lo menos muy difícil que el gobierno pueda sostenerse tanto tiempo con sus enemigos si no se restablece una cordial y sincera unión entre todas las partes del Estado; de modo que todas cedan uniformemente al impulso del gobierno".

Y en otro pasaje varios años posterior:

"...mientras nuestra política interior no tenga más polos que los de unitario y federal, no será posible quietud ni confianza".

Tal vez el pasaje que mejor exprese el pensamiento político de García sea el siguiente:

"Yo pienso que debemos reunirnos todos, y trabajar de buena fe. Todos los Gobiernos son para mí respetables, si conservan la paz y la libertad. Que se llame Cónsul, Rey o Pontífice, o cualquier otro nombre el que tiene el Poder Ejecutivo, es indiferente para mí, siempre que produzca aquellos bienes y los asegure. Lo que debemos es purgar nuestro ánimo de todo espíritu de Secta; porque si estamos tocados de él, entonces no es fácil que tengamos las cabezas frías y los corazones puros; cosa indispensable para hacer una elección acertada de la forma de gobierno que nos convenga más, o que quieran más nuestros compatriotas."

Respecto a la organización del poder, también adoptó una postura ecléctica, pregonando el principio de subsidiariedad entre las distintas esferas de competencia gubernamental (nacional, provincial y municipal). Al respecto, dio una extensa explicación en la cual destacaba el rol que debían tener los municipios en una carta que escribió en 1816 a su amigo Julián Álvarez desde Río de Janeiro, donde termina afirmando:

"Tal es el federalismo que quisiera yo ver establecido y sin el cual juzgo imposible un patriotismo pacífico y durable".

Fue un continuo opositor al accionar de los caudillos provinciales, tanto por sus tendencias localistas y autoritarias, como porque se resistían a la preponderancia de Buenos Aires.

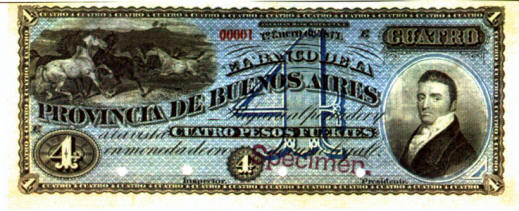
Billete de cuatro "Pesos Fuertes" de la Provincia de Buenos Aires, con la efigie de García.

Se retiró a la vida privada en 1835. Rosas lo nombró embajador en Brasil, en Perú y en Inglaterra sucesivamente, pero rechazó todos esos nombramientos.
Una noche de 1842, cuando García estaba de paso por Montevideo, en una charla con el intelectual Florencio Varela, este vio entre papeles viejos una carta lacrada sin abrir. Se la pidió al exministro, quién le autorizó su apertura. Resultó ser la carta al primer ministro británico que le había entregado Carlos María de Alvear. Hasta entonces, las negociaciones de Alvear habían quedado en secreto.
Falleció en Buenos Aires en octubre de [1848.
Había contraído matrimonio en la Iglesia de San Ignacio de la ciudad de Buenos Aires, el 5 de marzo de 1825 con Manuela Juana Isidora Nepomucena de Aguirre y Lajarrota, hija de Agustín Casimiro de Aguirre Micheo y María Josefa Lajarrota, y hermana del financista Manuel Hermenegildo Aguirre, quien por ese entonces era ministro de Hacienda del Presidente Rivadavia. Tuvieron un solo hijo, Manuel Rafael García Aguirre, quien se casó con Eduarda Damasia Mansilla, hija del general Lucio Norberto Mansilla y sobrina de Juan Manuel de Rosas.